# Premier League 2024-25
La Premier League 2024-25 fue la 33.ª edición de la máxima competición profesional de fútbol en Inglaterra. El torneo comenzó el 16 de agosto de 2024 y finalizó el 25 de mayo de 2025.
Un total de 20 equipos participaron en la competición, incluyendo 17 equipos de la temporada anterior y tres ascendidos de la English Football League Championship 2023-24.
La temporada constó de treinta y tres rondas de fin de semana, cuatro rondas entre semana y una semana de partido festivo. Para abordar el calendario durante Halloween y el Día de la Constitución se tomaron medidas para dar más tiempo de descanso durante tres de las rondas de partidos festivos, sin que ningún equipo jugara dentro de las 60 horas posteriores a un partido. Tampoco hubo partidos el 24 de diciembre de 2024.
Por primera vez se utilizó la tecnología de fuera de juego semiautomática, acordada por unanimidad de los clubes participantes. La tecnología fue introducida después de una de las pausas internacionales, durante el segundo semestre de 2024.
El Manchester City fungía como el campeón defensor por cuarta vez consecutiva. No obstante, Liverpool se consagró campeón con 4 jornadas de anticipación al final de la temporada tras vencer por 5–1 al Tottenham Hotspur el 27 de abril.

## Formato
Los veinte equipos se enfrentaron por el sistema de liga, a dos rondas, sumando un total de treinta y ocho jornadas. El orden de los encuentros se decidió por sorteo previo y la clasificación se estableció por el sistema de puntos.
Descenso
Los últimos tres equipos de la clasificación final descendieron a la EFL Championship 2025-26.
Clasificación a las competiciones internacionales
Los cinco mejores equipos se clasificaron para la Liga de Campeones de la UEFA 2025-26. El siguiente mejor equipo ubicado y el campeón de la The Emirates FA Cup 2024-25 no clasificados a la Liga de Campeones de la UEFA 2025-26 clasificaron a la Liga Europa de la UEFA 2025-26. El campeón de la Carabao Cup 2024-25 y no clasificado a la Liga de Campeones de la UEFA 2025-26 o a la Liga Europa de la UEFA 2025-26 clasificó a la Liga Conferencia de la UEFA 2025-26.
No obstante, esta distribución se pudo ver alterada si alguno de los equipos que han obtenido una plaza en alguna competición europea a través de las competiciones nacionales hubiera obtenido una plaza diferente tras la consecución de algún título europeo en la misma temporada, o hubiera obtenido dos plazas distintas en competiciones nacionales (una a través de la Liga y otra a través de la Copa), provocando así las siguientes dos excepciones:
- Excepción de la FA Cup: Si un equipo hubiera obtenido una plaza para la Liga Europa de la UEFA por ganar la The Emirates FA Cup, pero finalizaba la temporada entre los cuatro primeros clasificados de la Premier League, la plaza obtenida en Copa pasaba al quinto clasificado, siendo el equipo clasificado en sexto lugar quien accediera a la plaza de la Liga Europa de la UEFA.

- Excepción de la EFL Cup: Si un equipo hubiera obtenido una plaza para la Liga Conferencia de la UEFA por ganar la Carabao Cup, pero finalizaba la temporada entre los cinco primeros clasificados de la Premier League, la plaza obtenida en Copa pasa al sexto clasificado, y en caso de que sucediera la excepción de la The Emirates FA Cup, la plaza obtenida en Copa pasaba al séptimo lugar quien iba a acceder a la Liga Conferencia de la UEFA.

## Relevos
Veinte equipos compitieron en la liga: los 17 mejores equipos de la Premier League 2023-24 y los 3 equipos promovidos de la Sky Bet Championship 2023-24. Los equipos ascendidos fueron Leicester City, Ipswich Town y Southampton. Leicester City y Southampton regresaron después de un año de ausencia, mientras que Ipswich Town regresó después de 22 años de ausencia. Reemplazaron a Luton Town, Burnley y Sheffield United, quienes descendieron al campeonato después de solo un año en la máxima categoría, por lo que esta fue la primera vez desde la temporada 1997-98 que los 3 equipos ascendidos descendieron después de solo una temporada. Esta también fue la primera temporada desde 2015-16 en la que la liga no contó con un equipo de Yorkshire.
| Pos. | Descendidos a Sky Bet Championship |
| ---- | ---------------------------------- |
| 18.º | Luton Town                         |
| 19.º | Burnley                            |
| 20.º | Sheffield United                   |

| Pos.  | Ascendidos de Sky Bet Championship |
| ----- | ---------------------------------- |
| 1.º   | Leicester City                     |
| 2.º   | Ipswich Town                       |
| Prom. | Southampton                        |

## Información
| Equipo                 | Ciudad              | Entrenador          | Capitán            | Estadio                   | Capacidad | Proveedor | Patrocinador principal | Patrocinador secundario  |
| ---------------------- | ------------------- | ------------------- | ------------------ | ------------------------- | --------- | --------- | ---------------------- | ------------------------ |
| Arsenal                | Londres             | Mikel Arteta        | Martin Ødegaard    | Emirates Stadium          | 60 704    | Adidas    | Emirates               | Rwanda Development Board |
| Aston Villa            | Birmingham          | Unai Emery          | John McGinn        | Villa Park                | 42 657    | Adidas    | Betano                 | Trade Nation             |
| Bournemouth            | Bournemouth         | Andoni Iraola       | Neto Murara        | Vitality Stadium          | 11 307    | Umbro     | bj88                   | LEOS International       |
| Brentford              | Brentford           | Thomas Frank        | Christian Nørgaard | Gtech Community Stadium   | 17 250    | Umbro     | Hollywoodbets          | PensionBee               |
| Brighton & Hove Albion | Brighton & Hove     | Fabian Hürzeler     | Lewis Dunk         | Amex Stadium              | 31 876    | Nike      | American Express       | Kissimmee                |
| Chelsea                | Londres             | Enzo Maresca        | Reece James        | Stamford Bridge           | 40 343    | Nike      | Bandera de ?           | Fever                    |
| Crystal Palace         | Londres             | Oliver Glasner      | Joel Ward          | Selhurst Park             | 25 486    | Macron    | NET88                  | TGP Europe               |
| Everton                | Liverpool           | David Moyes         | Séamus Coleman     | Goodison Park             | 39 572    | Castore   | Stake.com              | Christopher Ward         |
| Fulham                 | Londres             | Marco Silva         | Tom Cairney        | Craven Cottage            | 24 500    | Adidas    | SBOTOP                 | WebBeds                  |
| Ipswich Town           | Ipswich             | Kieran McKenna      | Sam Morsy          | Portman Road              | 29 673    | Umbro     | +-=÷x Tour             | HaloITSM                 |
| Leicester City         | Leicester           | Ruud van Nistelrooy | Jamie Vardy        | King Power Stadium        | 32 262    | Adidas    | BC.GAME                | Sabeco Brewery           |
| Liverpool              | Liverpool           | Arne Slot           | Virgil van Dijk    | Anfield                   | 61 276    | Nike      | Standard Chartered     | Expedia                  |
| Manchester City        | Mánchester          | Pep Guardiola       | Kyle Walker        | Etihad Stadium            | 53 400    | Puma      | Etihad Airways         | OKX                      |
| Manchester United      | Mánchester          | Rúben Amorim        | Bruno Fernandes    | Old Trafford              | 74 310    | Adidas    | Snapdragon             | DXC Technology           |
| Newcastle United       | Newcastle upon Tyne | Eddie Howe          | Bruno Guimarães    | St James' Park            | 52 305    | Adidas    | Sela                   | Noon                     |
| Nottingham Forest      | Nottingham          | Nuno Espírito Santo | Joe Worrall        | City Ground               | 30 404    | Adidas    | TGP Europe             | Ideagen                  |
| Southampton            | Southampton         | Ivan Jurić          | Jack Stephens      | St Mary's Stadium         | 32 384    | Puma      | Rollbit                | P&O Cruises              |
| Tottenham Hotspur      | Londres             | Ange Postecoglou    | Son Heung-min      | Tottenham Hotspur Stadium | 62 850    | Nike      | AIA Group              | Kraken                   |
| West Ham United        | Londres             | Graham Potter       | Jarrod Bowen       | Olímpico de Londres       | 62 500    | Umbro     | Betway                 | QuickBooks               |
| Wolverhampton          | Wolverhampton       | Vítor Pereira       | Mario Lemina       | Molineux Stadium          | 31 750    | Sudu      | DEBET                  | JD Sports                |

### Cambios de entrenadores
| Equipo                 | Entrenador (Jornadas)       | Fecha de vacante        | Tipo de salida         | Posición en la tabla | Entrenador entrante | Fecha de nombramiento   |
| ---------------------- | --------------------------- | ----------------------- | ---------------------- | -------------------- | ------------------- | ----------------------- |
| Liverpool              | Jürgen Klopp                | 19 de mayo de 2024      | Renuncia               | Pretemporada         | Arne Slot           | 20 de mayo de 2024      |
| Brighton & Hove Albion | Roberto De Zerbi            | 18 de mayo de 2024      | Mutuo acuerdo          | Pretemporada         | Fabian Hürzeler     | 15 de junio de 2024     |
| Chelsea                | Mauricio Pochettino         | 21 de mayo de 2024      | Mutuo acuerdo          | Pretemporada         | Enzo Maresca        | 3 de junio de 2024      |
| Leicester City         | Enzo Maresca                | 3 de junio de 2024      | Contratado por Chelsea | Pretemporada         | Steve Cooper        | 20 de junio de 2024     |
| Manchester United      | Erik ten Hag (1–9)          | 28 de octubre de 2024   | Despedido              | 14.º                 | Ruud van Nistelrooy | 28 de octubre de 2024   |
| Manchester United      | Ruud van Nistelrooy (10–11) | 11 de noviembre de 2024 | Fin de interinidad     | 13.º                 | Rúben Amorim        | 1 de noviembre de 2024  |
| Leicester City         | Steve Cooper (1–12)         | 24 de noviembre de 2024 | Despedido              | 16.º                 | Ruud van Nistelrooy | 29 de noviembre de 2024 |
| Wolverhampton          | Gary O'Neil (1–16)          | 15 de diciembre de 2024 | Despedido              | 19.°                 | Vítor Pereira       | 19 de diciembre de 2024 |
| Southampton            | Russell Martin (1–16)       | 15 de diciembre de 2024 | Despedido              | 20.º                 | Simon Rusk          | 15 de diciembre de 2024 |
| West Ham United        | David Moyes                 | 6 de mayo de 2024       | Fin de contrato        | Pretemporada         | Julen Lopetegui     | 23 de mayo de 2024      |
| West Ham United        | Julen Lopetegui (1-20)      | 8 de enero de 2025      | Despedido              | 14°                  | Graham Potter       | 8 de enero de 2025      |
| Everton                | Sean Dyche (1-20)           | 9 de enero de 2025      | Despedido              | 16°                  | David Moyes         | 11 de enero de 2025     |

## Localización
| Región                      | N.º | Equipos                                                                                  |
| --------------------------- | --- | ---------------------------------------------------------------------------------------- |
| Gran Londres                | 7   | Arsenal, Brentford, Chelsea, Crystal Palace, Fulham, Tottenham Hotspur y West Ham United |
| Gran Mánchester             | 2   | Manchester City y Manchester United                                                      |
| Merseyside                  | 2   | Everton y Liverpool                                                                      |
| Tierras Medias Occidentales | 2   | Aston Villa y Wolverhampton                                                              |
| Dorset                      | 1   | Bournemouth                                                                              |
| Hampshire                   | 1   | Southampton                                                                              |
| Leicestershire              | 1   | Leicester City                                                                           |
| Nottinghamshire             | 1   | Nottingham Forest                                                                        |
| Suffolk                     | 1   | Ipswich Town                                                                             |
| Sussex Oriental             | 1   | Brighton & Hove Albion                                                                   |
| Tyne y Wear                 | 1   | Newcastle United                                                                         |

## Clasificación
| Pos. | Equipo                 | Pts. | PJ | G  | E  | P  | GF | GC | Dif. | Clasificación 2025-26                    |
| ---- | ---------------------- | ---- | -- | -- | -- | -- | -- | -- | ---- | ---------------------------------------- |
| 1    | Liverpool (C)          | 84   | 38 | 25 | 9  | 4  | 86 | 41 | +45  | Fase de liga de la Liga de Campeones     |
| 2    | Arsenal                | 74   | 38 | 20 | 14 | 4  | 69 | 34 | +35  | Fase de liga de la Liga de Campeones     |
| 3    | Manchester City        | 71   | 38 | 21 | 8  | 9  | 72 | 43 | +29  | Fase de liga de la Liga de Campeones     |
| 4    | Chelsea                | 69   | 38 | 20 | 9  | 9  | 64 | 43 | +21  | Fase de liga de la Liga de Campeones     |
| 5    | Newcastle United       | 66   | 38 | 20 | 6  | 12 | 68 | 47 | +21  | Fase de liga de la Liga de Campeones     |
| 6    | Aston Villa            | 66   | 38 | 19 | 9  | 10 | 58 | 51 | +7   | Fase de liga de la Liga Europa           |
| 7    | Nottingham Forest      | 65   | 38 | 19 | 8  | 11 | 58 | 46 | +12  | Fase de liga de la Liga Europa           |
| 8    | Brighton & Hove Albion | 61   | 38 | 16 | 13 | 9  | 66 | 59 | +7   |                                          |
| 9    | Bournemouth            | 56   | 38 | 15 | 11 | 12 | 58 | 45 | +13  |                                          |
| 10   | Brentford              | 56   | 38 | 16 | 8  | 14 | 66 | 57 | +9   |                                          |
| 11   | Fulham                 | 54   | 38 | 15 | 9  | 14 | 54 | 54 | 0    |                                          |
| 12   | Crystal Palace         | 53   | 38 | 13 | 14 | 11 | 51 | 51 | 0    | Ronda de play-off de la Liga Conferencia |
| 13   | Everton                | 48   | 38 | 11 | 15 | 12 | 42 | 44 | −2   |                                          |
| 14   | West Ham United        | 43   | 38 | 11 | 10 | 17 | 46 | 63 | −17  |                                          |
| 15   | Manchester United      | 42   | 38 | 11 | 9  | 18 | 44 | 54 | −10  |                                          |
| 16   | Wolverhampton          | 42   | 38 | 12 | 6  | 20 | 54 | 69 | −15  |                                          |
| 17   | Tottenham Hotspur      | 38   | 38 | 11 | 5  | 22 | 64 | 65 | −1   | Fase de liga de la Liga de Campeones     |
| 18   | Leicester City (D)     | 25   | 38 | 6  | 7  | 25 | 33 | 80 | −47  | Descenso a la Sky Bet Championship       |
| 19   | Ipswich Town (D)       | 22   | 38 | 4  | 10 | 24 | 36 | 82 | −46  | Descenso a la Sky Bet Championship       |
| 20   | Southampton (D)        | 12   | 38 | 2  | 6  | 30 | 26 | 86 | −60  | Descenso a la Sky Bet Championship       |

 Fuente: Premier League
Criterios de clasificación: Puntos · Diferencia de goles · Goles a favor · Puntos en enfrentamientos directos · Goles marcados fuera de casa en enfrentamientos directos · Play-off
Notas:
1. 1 2  La Premier League ganó un lugar adicional en la Liga de Campeones como resultado de que Inglaterra terminó como una de las dos federaciones con mayor coeficiente de puntos de la UEFA en 2024-25. Este premio es secundario a los derechos de los campeones de la Liga de Campeones y la Liga Europa.[42]
2. ↑  Nottingham Forest inicialmente clasificó a la Fase de liga de la Liga Conferencia por la clasificación del Newcastle United, vigente campeón de la Copa EFL 2024-25, a la Liga de Campeones  en función de su posición en la liga. Sin embargo, la determinación de la UEFA de excluir al Crystal Palace de la Liga Europa y relegarlo a la Liga Conferencia, le otorgó al Nottingham Forest el cupo para la Liga Europa, por ser el equipo mejor clasificado en la campaña que no haya clasificado a otra competencia europea de mayor categoría.[43] Esta decisión fue apelada ante el Tribunal de Arbitraje Deportivo, que falló en favor de la UEFA y mantuvo la decisión de otorgar el cupo de Europa League al Nottingham Forest.[4]
3. ↑  Crystal Palace inicialmente clasificó a la Fase de liga de la Liga Europa por ser campeón de la FA Cup 2024-25. Sin embargo, la UEFA determinó que el Crystal Palace no podría participar de la Liga Europa debido a que su participación, junto con la participación del Olympique de Lyon, incumpliría el Artículo 5 del Reglamento de Competiciones de la UEFA, que estipula que dos equipos con el mismo propietario no pueden participar en la misma competencia. La UEFA determinó que el Crystal Palace participará de la Liga Conferencia, debido a que el Olympique de Lyon ocupó un puesto más alto en su liga al final de la temporada, sexto.[43] Esta decisión fue apelada ante el Tribunal de Arbitraje Deportivo, que falló en favor de la UEFA y mantuvo la decisión de relegar al Crystal Palace.[4]
4. ↑  Tottenham Hotspur clasificó a la Liga de Campeones por ser campeón de la Liga Europa de la UEFA 2024-25.

### Evolución: Clasificación
| Equipo                 | 01 | 02 | 03 | 04 | 05 | 06 | 07 | 08 | 09 | 10 | 11 | 12 | 13 | 14 | 15  | 16  | 17  | 18  | 19  | 20  | 21  | 22  | 23  | 24  | 25 | 26 | 27 | 28 | 29  | 30  | 31  | 32  | 33 | 34 | 35 | 36 | 37 | 38 |
| Equipo                 |    |    |    |    |    |    |    |    |    |    |    |    |    |    |     |     |     |     |     |     |     |     |     |     |    |    |    |    |     |     |     |     |    |    |    |    |    |    |
| ---------------------- | -- | -- | -- | -- | -- | -- | -- | -- | -- | -- | -- | -- | -- | -- | --- | --- | --- | --- | --- | --- | --- | --- | --- | --- | -- | -- | -- | -- | --- | --- | --- | --- | -- | -- | -- | -- | -- | -- |
| Liverpool              | 3  | 4  | 2  | 4  | 2  | 1  | 1  | 1  | 2  | 1  | 1  | 1  | 1  | 1  | 1*  | 1*  | 1*  | 1*  | 1*  | 1*  | 1*  | 1*  | 1*  | 1*  | 1  | 1  | 1  | 1  | 1   | 1   | 1   | 1   | 1  | 1  | 1  | 1  | 1  | 1  |
| Arsenal                | 2  | 3  | 4  | 2  | 4  | 3  | 3  | 3  | 3  | 5  | 4  | 4  | 2  | 3  | 3   | 3   | 3   | 2   | 2   | 2   | 2   | 2   | 2   | 2   | 2  | 2  | 2  | 2  | 2   | 2   | 2   | 2   | 2  | 2  | 2  | 2  | 2  | 2  |
| Manchester City        | 4  | 1  | 1  | 1  | 1  | 2  | 2  | 2  | 1  | 2  | 2  | 2  | 5  | 4  | 4   | 5   | 7   | 7   | 6   | 6   | 6   | 5   | 4   | 5   | 4  | 4  | 4  | 5  | 5   | 5   | 6   | 5   | 5  | 4  | 3  | 4  | 3  | 3  |
| Chelsea                | 17 | 8  | 11 | 8  | 5  | 4  | 4  | 6  | 5  | 4  | 3  | 3  | 3  | 2  | 2   | 2   | 2   | 3   | 4   | 4   | 5   | 4   | 6   | 4   | 6  | 7  | 5  | 4  | 4   | 4   | 4   | 6   | 6  | 5  | 5  | 5  | 5  | 4  |
| Newcastle United       | 8  | 6  | 5  | 3  | 6  | 7  | 7  | 9  | 12 | 11 | 8  | 10 | 11 | 12 | 12  | 12  | 8   | 5   | 5   | 5   | 4   | 6   | 5   | 6   | 7  | 5  | 6  | 6  | 6*  | 6*  | 5*  | 4*  | 4  | 3  | 4  | 3  | 4  | 5  |
| Aston Villa            | 5  | 12 | 7  | 5  | 3  | 5  | 5  | 4  | 4  | 6  | 9  | 8  | 12 | 8  | 6   | 7   | 6   | 9   | 9   | 8   | 7   | 8   | 8   | 8   | 9  | 8  | 10 | 8  | 9   | 7   | 7   | 7   | 7  | 7  | 7  | 6  | 6  | 6  |
| Nottingham Forest      | 12 | 7  | 9  | 7  | 8  | 10 | 10 | 8  | 7  | 3  | 5  | 7  | 6  | 7  | 5   | 4   | 4   | 4   | 3   | 3   | 3   | 3   | 3   | 3   | 3  | 3  | 3  | 3  | 3   | 3   | 3   | 3   | 3  | 6  | 6  | 7  | 7  | 7  |
| Brighton & Hove Albion | 1  | 2  | 3  | 6  | 7  | 9  | 6  | 5  | 6  | 8  | 6  | 5  | 4  | 5  | 7   | 9   | 10  | 10  | 10  | 10  | 9   | 9   | 9   | 10  | 10 | 9  | 8  | 7  | 7   | 8   | 9   | 10  | 10 | 9  | 10 | 9  | 8  | 8  |
| Bournemouth            | 9  | 14 | 8  | 11 | 13 | 11 | 13 | 11 | 11 | 10 | 12 | 13 | 13 | 9  | 8   | 6   | 5   | 6   | 7   | 7   | 8   | 7   | 7   | 7   | 5  | 6  | 7  | 9  | 10  | 10  | 10  | 8   | 8  | 10 | 8  | 10 | 11 | 9  |
| Brentford              | 6  | 13 | 6  | 9  | 12 | 12 | 11 | 13 | 9  | 12 | 11 | 11 | 8  | 11 | 9   | 11  | 12  | 11  | 12  | 11  | 11  | 11  | 11  | 11  | 11 | 11 | 11 | 12 | 11  | 11  | 12  | 11  | 11 | 11 | 9  | 8  | 9  | 10 |
| Fulham                 | 15 | 11 | 12 | 12 | 9  | 6  | 8  | 10 | 10 | 9  | 7  | 9  | 10 | 6  | 10  | 8   | 9   | 8   | 8   | 9   | 10  | 10  | 10  | 9   | 8  | 10 | 9  | 10 | 8   | 9   | 8   | 9   | 9  | 8  | 11 | 11 | 10 | 11 |
| Crystal Palace         | 13 | 17 | 16 | 16 | 16 | 18 | 18 | 18 | 17 | 17 | 18 | 19 | 17 | 17 | 17  | 15  | 16  | 16  | 15  | 15  | 15  | 12  | 13  | 12  | 13 | 13 | 12 | 11 | 12* | 12* | 11* | 12* | 12 | 12 | 12 | 12 | 12 | 12 |
| Everton                | 20 | 20 | 20 | 20 | 19 | 16 | 16 | 16 | 16 | 16 | 16 | 15 | 15 | 15 | 15* | 16* | 15* | 15* | 16* | 16* | 16* | 16* | 16* | 16* | 14 | 14 | 16 | 15 | 15  | 15  | 15  | 13  | 13 | 15 | 14 | 13 | 13 | 13 |
| West Ham United        | 14 | 9  | 13 | 14 | 14 | 14 | 12 | 15 | 13 | 14 | 14 | 14 | 14 | 14 | 14  | 14  | 14  | 13  | 13  | 13  | 13  | 14  | 14  | 15  | 16 | 16 | 15 | 16 | 16  | 16  | 16  | 17  | 17 | 17 | 17 | 15 | 15 | 14 |
| Manchester United      | 7  | 10 | 14 | 10 | 11 | 13 | 14 | 12 | 14 | 13 | 13 | 12 | 9  | 13 | 13  | 13  | 13  | 14  | 14  | 14  | 12  | 13  | 12  | 13  | 15 | 15 | 14 | 14 | 13  | 13  | 13  | 14  | 14 | 14 | 15 | 16 | 16 | 15 |
| Wolverhampton          | 19 | 19 | 18 | 18 | 20 | 20 | 20 | 20 | 19 | 20 | 19 | 17 | 18 | 19 | 19  | 19  | 18  | 17  | 17  | 17  | 18  | 17  | 18  | 17  | 17 | 17 | 17 | 17 | 17  | 17  | 17  | 16  | 15 | 13 | 13 | 14 | 14 | 16 |
| Tottenham Hotspur      | 10 | 5  | 10 | 13 | 10 | 8  | 9  | 7  | 8  | 7  | 10 | 6  | 7  | 10 | 11  | 10  | 11  | 12  | 11  | 12  | 14  | 15  | 15  | 14  | 12 | 12 | 13 | 13 | 14  | 14  | 14  | 15  | 16 | 16 | 16 | 17 | 17 | 17 |
| Leicester City         | 11 | 15 | 15 | 15 | 15 | 17 | 15 | 14 | 15 | 15 | 15 | 16 | 16 | 16 | 16  | 17  | 17  | 18  | 19  | 19  | 19  | 19  | 17  | 18  | 19 | 19 | 19 | 19 | 19  | 19  | 19  | 19  | 19 | 19 | 19 | 19 | 18 | 18 |
| Ipswich Town           | 18 | 18 | 17 | 17 | 17 | 15 | 17 | 17 | 18 | 18 | 17 | 18 | 19 | 18 | 18  | 18  | 19  | 19  | 18  | 18  | 17  | 18  | 19  | 19  | 18 | 18 | 18 | 18 | 18  | 18  | 18  | 18  | 18 | 18 | 18 | 18 | 19 | 19 |
| Southampton            | 16 | 16 | 19 | 19 | 18 | 19 | 19 | 19 | 20 | 19 | 20 | 20 | 20 | 20 | 20  | 20  | 20  | 20  | 20  | 20  | 20  | 20  | 20  | 20  | 20 | 20 | 20 | 20 | 20  | 20  | 20  | 20  | 20 | 20 | 20 | 20 | 20 | 20 |

(*) Indica la posición del equipo con un partido pendiente

## Resultados
- Todos los horarios corresponden al huso horario del Reino Unido (Hora de Europa Occidental): UTC+0 en horario estándar y UTC+1 en horario de verano.

### Primera vuelta
| Jornada 1         | Jornada 1 | Jornada 1              | Jornada 1               | Jornada 1    | Jornada 1 | Jornada 1    |
| Local             | Resultado | Visitante              | Estadio                 | Fecha        | Hora      | Espectadores |
| ----------------- | --------- | ---------------------- | ----------------------- | ------------ | --------- | ------------ |
| Manchester United | 1 – 0     | Fulham                 | Old Trafford            | 16 de agosto | 20:00     | 73 297       |
| Ipswich Town      | 0 – 2     | Liverpool              | Portman Road            | 17 de agosto | 12:30     | 30 014       |
| Arsenal           | 2 – 0     | Wolverhampton          | Emirates Stadium        | 17 de agosto | 15:00     | 60 261       |
| Everton           | 0 – 3     | Brighton & Hove Albion | Goodison Park           | 17 de agosto | 15:00     | 39 217       |
| Newcastle United  | 1 – 0     | Southampton            | St James' Park          | 17 de agosto | 15:00     | 52 196       |
| Nottingham Forest | 1 – 1     | Bournemouth            | City Ground             | 17 de agosto | 15:00     | 29 763       |
| West Ham United   | 1 – 2     | Aston Villa            | London Stadium          | 17 de agosto | 17:30     | 62 463       |
| Brentford         | 2 – 1     | Crystal Palace         | Gtech Community Stadium | 18 de agosto | 14:00     | 16 988       |
| Chelsea           | 0 – 2     | Manchester City        | Stamford Bridge         | 18 de agosto | 16:30     | 39 818       |
| Leicester City    | 1 – 1     | Tottenham Hotspur      | King Power Stadium      | 19 de agosto | 20:00     | 31 977       |

| Jornada 2              | Jornada 2 | Jornada 2         | Jornada 2                 | Jornada 2    | Jornada 2 | Jornada 2    |
| Local                  | Resultado | Visitante         | Estadio                   | Fecha        | Hora      | Espectadores |
| ---------------------- | --------- | ----------------- | ------------------------- | ------------ | --------- | ------------ |
| Brighton & Hove Albion | 2 – 1     | Manchester United | Amex Stadium              | 24 de agosto | 12:30     | 31 537       |
| Crystal Palace         | 0 – 2     | West Ham United   | Selhurst Park             | 24 de agosto | 15:00     | 25 099       |
| Fulham                 | 2 – 1     | Leicester City    | Craven Cottage            | 24 de agosto | 15:00     | 25 401       |
| Manchester City        | 4 – 1     | Ipswich Town      | Etihad Stadium            | 24 de agosto | 15:00     | 53 147       |
| Southampton            | 0 – 1     | Nottingham Forest | St Mary's Stadium         | 24 de agosto | 15:00     | 31 150       |
| Tottenham Hotspur      | 4 – 0     | Everton           | Tottenham Hotspur Stadium | 24 de agosto | 15:00     | 61 357       |
| Aston Villa            | 0 – 2     | Arsenal           | Villa Park                | 24 de agosto | 17:30     | 41 587       |
| Bournemouth            | 1 – 1     | Newcastle United  | Vitality Stadium          | 25 de agosto | 14:00     | 11 161       |
| Wolverhampton          | 2 – 6     | Chelsea           | Molineux Stadium          | 25 de agosto | 14:00     | 31 235       |
| Liverpool              | 2 – 0     | Brentford         | Anfield                   | 25 de agosto | 16:30     | 60 107       |

| Jornada 3         | Jornada 3 | Jornada 3              | Jornada 3               | Jornada 3       | Jornada 3 | Jornada 3    |
| Local             | Resultado | Visitante              | Estadio                 | Fecha           | Hora      | Espectadores |
| ----------------- | --------- | ---------------------- | ----------------------- | --------------- | --------- | ------------ |
| Arsenal           | 1 – 1     | Brighton & Hove Albion | Emirates Stadium        | 31 de agosto    | 12:30     | 60 326       |
| Brentford         | 3 – 1     | Southampton            | Gtech Community Stadium | 31 de agosto    | 15:00     | 16 955       |
| Everton           | 2 – 3     | Bournemouth            | Goodison Park           | 31 de agosto    | 15:00     | 38 805       |
| Ipswich Town      | 1 – 1     | Fulham                 | Portman Road            | 31 de agosto    | 15:00     | 29 517       |
| Leicester City    | 1 – 2     | Aston Villa            | King Power Stadium      | 31 de agosto    | 15:00     | 31 725       |
| Nottingham Forest | 1 – 1     | Wolverhampton          | City Ground             | 31 de agosto    | 15:00     | 29 918       |
| West Ham United   | 1 – 3     | Manchester City        | London Stadium          | 31 de agosto    | 17:30     | 62 469       |
| Chelsea           | 1 – 1     | Crystal Palace         | Stamford Bridge         | 1 de septiembre | 13:30     | 39 298       |
| Newcastle United  | 2 – 1     | Tottenham Hotspur      | St James' Park          | 1 de septiembre | 13:30     | 52 211       |
| Manchester United | 0 – 3     | Liverpool              | Old Trafford            | 1 de septiembre | 16:00     | 73 738       |

| Jornada 4              | Jornada 4 | Jornada 4         | Jornada 4                 | Jornada 4        | Jornada 4 | Jornada 4    |
| Local                  | Resultado | Visitante         | Estadio                   | Fecha            | Hora      | Espectadores |
| ---------------------- | --------- | ----------------- | ------------------------- | ---------------- | --------- | ------------ |
| Southampton            | 0 – 3     | Manchester United | St Mary's Stadium         | 14 de septiembre | 12:30     | 31 144       |
| Brighton & Hove Albion | 0 – 0     | Ipswich Town      | Amex Stadium              | 14 de septiembre | 15:00     | 41 573       |
| Crystal Palace         | 2 – 2     | Leicester City    | Selhurst Park             | 14 de septiembre | 15:00     | 25 124       |
| Fulham                 | 1 – 1     | West Ham United   | Craven Cottage            | 14 de septiembre | 15:00     | 26 528       |
| Liverpool              | 0 – 1     | Nottingham Forest | Anfield                   | 14 de septiembre | 15:00     | 60 344       |
| Manchester City        | 2 – 1     | Brentford         | Etihad Stadium            | 14 de septiembre | 15:00     | 52 148       |
| Aston Villa            | 3 – 2     | Everton           | Villa Park                | 14 de septiembre | 17:30     | 41 573       |
| Bournemouth            | 0 – 1     | Chelsea           | Vitality Stadium          | 14 de septiembre | 20:00     | 11 235       |
| Tottenham Hotspur      | 0 – 1     | Arsenal           | Tottenham Hotspur Stadium | 15 de septiembre | 14:00     | 61 645       |
| Wolverhampton          | 1 – 2     | Newcastle United  | Molineux Stadium          | 15 de septiembre | 16:30     | 30 255       |

| Jornada 5              | Jornada 5 | Jornada 5         | Jornada 5                 | Jornada 5        | Jornada 5 | Jornada 5    |
| Local                  | Resultado | Visitante         | Estadio                   | Fecha            | Hora      | Espectadores |
| ---------------------- | --------- | ----------------- | ------------------------- | ---------------- | --------- | ------------ |
| West Ham United        | 0 – 3     | Chelsea           | London Stadium            | 21 de septiembre | 12:30     | 62 473       |
| Aston Villa            | 3 – 1     | Wolverhampton     | Villa Park                | 21 de septiembre | 15:00     | 39 978       |
| Fulham                 | 3 – 1     | Newcastle United  | Craven Cottage            | 21 de septiembre | 15:00     | 22 700       |
| Leicester City         | 1 – 1     | Everton           | King Power Stadium        | 21 de septiembre | 15:00     | 31 765       |
| Liverpool              | 3 – 0     | Bournemouth       | Anfield                   | 21 de septiembre | 15:00     | 60 347       |
| Southampton            | 1 – 1     | Ipswich Town      | St Mary's Stadium         | 21 de septiembre | 15:00     | 31 117       |
| Tottenham Hotspur      | 3 – 1     | Brentford         | Tottenham Hotspur Stadium | 21 de septiembre | 15:00     | 61 246       |
| Crystal Palace         | 0 – 0     | Manchester United | Selhurst Park             | 21 de septiembre | 17:30     | 25 172       |
| Brighton & Hove Albion | 2 – 2     | Nottingham Forest | Amex Stadium              | 22 de septiembre | 14:00     | 31 444       |
| Manchester City        | 2 – 2     | Arsenal           | Etihad Stadium            | 22 de septiembre | 16:30     | 52 846       |

| Jornada 6         | Jornada 6 | Jornada 6              | Jornada 6               | Jornada 6        | Jornada 6 | Jornada 6    |
| Local             | Resultado | Visitante              | Estadio                 | Fecha            | Hora      | Espectadores |
| ----------------- | --------- | ---------------------- | ----------------------- | ---------------- | --------- | ------------ |
| Newcastle United  | 1 – 1     | Manchester City        | St James' Park          | 28 de septiembre | 12:30     | 52 248       |
| Arsenal           | 4 – 2     | Leicester City         | Emirates Stadium        | 28 de septiembre | 15:00     | 60 323       |
| Brentford         | 1 – 1     | West Ham United        | Gtech Community Stadium | 28 de septiembre | 15:00     | 17 050       |
| Chelsea           | 4 – 2     | Brighton & Hove Albion | Stamford Bridge         | 28 de septiembre | 15:00     | 39 495       |
| Everton           | 2 – 1     | Crystal Palace         | Goodison Park           | 28 de septiembre | 15:00     | 38 954       |
| Nottingham Forest | 0 – 1     | Fulham                 | City Ground             | 28 de septiembre | 15:00     | 30 139       |
| Wolverhampton     | 1 – 2     | Liverpool              | Molineux Stadium        | 28 de septiembre | 17:30     | 31 413       |
| Ipswich Town      | 2 – 2     | Aston Villa            | Portman Road            | 29 de septiembre | 14:00     | 29 943       |
| Manchester United | 0 – 3     | Tottenham Hotspur      | Old Trafford            | 29 de septiembre | 16:30     | 73 587       |
| Bournemouth       | 3 – 1     | Southampton            | Vitality Stadium        | 30 de septiembre | 20:00     | 11 243       |

| Jornada 7              | Jornada 7 | Jornada 7         | Jornada 7               | Jornada 7    | Jornada 7 | Jornada 7    |
| Local                  | Resultado | Visitante         | Estadio                 | Fecha        | Hora      | Espectadores |
| ---------------------- | --------- | ----------------- | ----------------------- | ------------ | --------- | ------------ |
| Crystal Palace         | 0 – 1     | Liverpool         | Selhurst Park           | 5 de octubre | 12:30     | 25 185       |
| Arsenal                | 3 – 1     | Southampton       | Emirates Stadium        | 5 de octubre | 15:00     | 60 307       |
| Brentford              | 5 – 3     | Wolverhampton     | Gtech Community Stadium | 5 de octubre | 15:00     | 16 960       |
| Leicester City         | 1 – 0     | Bournemouth       | King Power Stadium      | 5 de octubre | 15:00     | 31 706       |
| Manchester City        | 3 – 2     | Fulham            | Etihad Stadium          | 5 de octubre | 15:00     | 55 017       |
| West Ham United        | 4 – 1     | Ipswich Town      | London Stadium          | 5 de octubre | 15:00     | 62 467       |
| Everton                | 0 – 0     | Newcastle United  | Goodison Park           | 5 de octubre | 17:30     | 39 265       |
| Aston Villa            | 0 – 0     | Manchester United | Villa Park              | 6 de octubre | 14:00     | 42 682       |
| Chelsea                | 1 – 1     | Nottingham Forest | Stamford Bridge         | 6 de octubre | 14:00     | 39 501       |
| Brighton & Hove Albion | 3 – 2     | Tottenham Hotspur | Amex Stadium            | 6 de octubre | 16:30     | 31 487       |

| Jornada 8         | Jornada 8 | Jornada 8              | Jornada 8                 | Jornada 8     | Jornada 8 | Jornada 8    |
| Local             | Resultado | Visitante              | Estadio                   | Fecha         | Hora      | Espectadores |
| ----------------- | --------- | ---------------------- | ------------------------- | ------------- | --------- | ------------ |
| Tottenham Hotspur | 4 – 1     | West Ham United        | Tottenham Hotspur Stadium | 19 de octubre | 12:30     | 61 381       |
| Fulham            | 1 – 3     | Aston Villa            | Craven Cottage            | 19 de octubre | 15:00     | 26 743       |
| Ipswich Town      | 0 – 2     | Everton                | Portman Road              | 19 de octubre | 15:00     | 29 862       |
| Manchester United | 2 – 1     | Brentford              | Old Trafford              | 19 de octubre | 15:00     | 73 738       |
| Newcastle United  | 0 – 1     | Brighton & Hove Albion | St James' Park            | 19 de octubre | 15:00     | 52 220       |
| Southampton       | 2 – 3     | Leicester City         | St Mary's Stadium         | 19 de octubre | 15:00     | 31 145       |
| Bournemouth       | 2 – 0     | Arsenal                | Vitality Stadium          | 19 de octubre | 17:30     | 11 235       |
| Wolverhampton     | 1 – 2     | Manchester City        | Molineux Stadium          | 20 de octubre | 14:00     | 31 319       |
| Liverpool         | 2 – 1     | Chelsea                | Anfield                   | 20 de octubre | 16:30     | 60 277       |
| Nottingham Forest | 1 – 0     | Crystal Palace         | City Ground               | 21 de octubre | 20:00     | 29 443       |

| Jornada 9              | Jornada 9 | Jornada 9         | Jornada 9               | Jornada 9     | Jornada 9 | Jornada 9    |
| Local                  | Resultado | Visitante         | Estadio                 | Fecha         | Hora      | Espectadores |
| ---------------------- | --------- | ----------------- | ----------------------- | ------------- | --------- | ------------ |
| Leicester City         | 1 – 3     | Nottingham Forest | King Power Stadium      | 25 de octubre | 20:00     | 31 879       |
| Aston Villa            | 1 – 1     | Bournemouth       | Villa Park              | 26 de octubre | 15:00     | 42 165       |
| Brentford              | 4 – 3     | Ipswich Town      | Gtech Community Stadium | 26 de octubre | 15:00     | 17 109       |
| Brighton & Hove Albion | 2 – 2     | Wolverhampton     | Amex Stadium            | 26 de octubre | 15:00     | 31 840       |
| Manchester City        | 1 – 0     | Southampton       | Etihad Stadium          | 26 de octubre | 15:00     | 52 844       |
| Everton                | 1 – 1     | Fulham            | Goodison Park           | 26 de octubre | 17:30     | 38 742       |
| Chelsea                | 2 – 1     | Newcastle United  | Stamford Bridge         | 27 de octubre | 14:00     | 39 526       |
| Crystal Palace         | 1 – 0     | Tottenham Hotspur | Selhurst Park           | 27 de octubre | 14:00     | 25 180       |
| West Ham United        | 2 – 1     | Manchester United | London Stadium          | 27 de octubre | 14:00     | 62 474       |
| Arsenal                | 2 – 2     | Liverpool         | Emirates Stadium        | 27 de octubre | 16:30     | 60 383       |

| Jornada 10        | Jornada 10 | Jornada 10             | Jornada 10                | Jornada 10     | Jornada 10 | Jornada 10   |
| Local             | Resultado  | Visitante              | Estadio                   | Fecha          | Hora       | Espectadores |
| ----------------- | ---------- | ---------------------- | ------------------------- | -------------- | ---------- | ------------ |
| Newcastle United  | 1 – 0      | Arsenal                | St James' Park            | 2 de noviembre | 12:30      | 52 249       |
| Bournemouth       | 2 – 1      | Manchester City        | Vitality Stadium          | 2 de noviembre | 15:00      | 11 231       |
| Ipswich Town      | 1 – 1      | Leicester City         | Portman Road              | 2 de noviembre | 15:00      | 29 874       |
| Liverpool         | 2 – 1      | Brighton & Hove Albion | Anfield                   | 2 de noviembre | 15:00      | 60 331       |
| Nottingham Forest | 3 – 0      | West Ham United        | City Ground               | 2 de noviembre | 15:00      | 30 112       |
| Southampton       | 1 – 0      | Everton                | St Mary's Stadium         | 2 de noviembre | 15:00      | 31 143       |
| Wolverhampton     | 2 – 2      | Crystal Palace         | Molineux Stadium          | 2 de noviembre | 17:30      | 29 505       |
| Tottenham Hotspur | 4 – 1      | Aston Villa            | Tottenham Hotspur Stadium | 3 de noviembre | 14:00      | 61 253       |
| Manchester United | 1 – 1      | Chelsea                | Old Trafford              | 3 de noviembre | 16:30      | 73 813       |
| Fulham            | 2 – 1      | Brentford              | Craven Cottage            | 4 de noviembre | 20:00      | 24 931       |

| Jornada 11             | Jornada 11 | Jornada 11       | Jornada 11                | Jornada 11      | Jornada 11 | Jornada 11   |
| Local                  | Resultado  | Visitante        | Estadio                   | Fecha           | Hora       | Espectadores |
| ---------------------- | ---------- | ---------------- | ------------------------- | --------------- | ---------- | ------------ |
| Brentford              | 3 – 2      | Bournemouth      | Gtech Community Stadium   | 9 de noviembre  | 15:00      | 16 993       |
| Crystal Palace         | 0 – 2      | Fulham           | Selhurst Park             | 9 de noviembre  | 15:00      | 25 142       |
| West Ham United        | 0 – 0      | Everton          | London Stadium            | 9 de noviembre  | 15:00      | 62 463       |
| Wolverhampton          | 2 – 0      | Southampton      | Molineux Stadium          | 9 de noviembre  | 15:00      | 31 403       |
| Brighton & Hove Albion | 2 – 1      | Manchester City  | Amex Stadium              | 9 de noviembre  | 17:30      | 31 715       |
| Liverpool              | 2 – 0      | Aston Villa      | Anfield                   | 9 de noviembre  | 20:00      | 60 292       |
| Manchester United      | 3 – 0      | Leicester City   | Old Trafford              | 10 de noviembre | 14:00      | 73 829       |
| Nottingham Forest      | 1 – 3      | Newcastle United | City Ground               | 10 de noviembre | 14:00      | 30 145       |
| Tottenham Hotspur      | 1 – 2      | Ipswich Town     | Tottenham Hotspur Stadium | 10 de noviembre | 14:00      | 61 505       |
| Chelsea                | 1 – 1      | Arsenal          | Stamford Bridge           | 10 de noviembre | 16:30      | 39 780       |

| Jornada 12       | Jornada 12 | Jornada 12             | Jornada 12         | Jornada 12      | Jornada 12 | Jornada 12   |
| Local            | Resultado  | Visitante              | Estadio            | Fecha           | Hora       | Espectadores |
| ---------------- | ---------- | ---------------------- | ------------------ | --------------- | ---------- | ------------ |
| Leicester City   | 1 – 2      | Chelsea                | King Power Stadium | 23 de noviembre | 12:30      | 31 880       |
| Arsenal          | 3 – 0      | Nottingham Forest      | Emirates Stadium   | 23 de noviembre | 15:00      | 60 298       |
| Aston Villa      | 2 – 2      | Crystal Palace         | Villa Park         | 23 de noviembre | 15:00      | 42 175       |
| Bournemouth      | 1 – 2      | Brighton & Hove Albion | Vitality Stadium   | 23 de noviembre | 15:00      | 11 196       |
| Everton          | 0 – 0      | Brentford              | Goodison Park      | 23 de noviembre | 15:00      | 38 915       |
| Fulham           | 1 – 4      | Wolverhampton          | Craven Cottage     | 23 de noviembre | 15:00      | 26 685       |
| Manchester City  | 0 – 4      | Tottenham Hotspur      | Etihad Stadium     | 23 de noviembre | 17:30      | 52 478       |
| Southampton      | 2 – 3      | Liverpool              | St Mary's Stadium  | 24 de noviembre | 14:00      | 31 278       |
| Ipswich Town     | 1 – 1      | Manchester United      | Portman Road       | 24 de noviembre | 16:30      | 30 017       |
| Newcastle United | 0 – 2      | West Ham United        | St James' Park     | 25 de noviembre | 20:00      | 52 094       |

| Jornada 13             | Jornada 13 | Jornada 13       | Jornada 13                | Jornada 13     | Jornada 13 | Jornada 13   |
| Local                  | Resultado  | Visitante        | Estadio                   | Fecha          | Hora       | Espectadores |
| ---------------------- | ---------- | ---------------- | ------------------------- | -------------- | ---------- | ------------ |
| Brighton & Hove Albion | 1 – 1      | Southampton      | Amex Stadium              | 29 de novimbre | 20:00      | 31 542       |
| Brentford              | 4 – 1      | Leicester City   | Gtech Community Stadium   | 30 de novimbre | 15:00      | 17 084       |
| Crystal Palace         | 1 – 1      | Newcastle United | Selhurst Park             | 30 de novimbre | 15:00      | 25 101       |
| Nottingham Forest      | 1 – 0      | Ipswich Town     | City Ground               | 30 de novimbre | 15:00      | 30 237       |
| Wolverhampton          | 2 – 4      | Bournemouth      | Molineux Stadium          | 30 de novimbre | 15:00      | 26 685       |
| West Ham United        | 2 – 5      | Arsenal          | London Stadium            | 30 de novimbre | 17:30      | 62 475       |
| Chelsea                | 3 – 0      | Aston Villa      | Stamford Bridge           | 1 de diciembre | 13:30      | 40 853       |
| Manchester United      | 4 – 0      | Everton          | Old Trafford              | 1 de diciembre | 13:30      | 73 817       |
| Tottenham Hotspur      | 1 – 1      | Fulham           | Tottenham Hotspur Stadium | 1 de diciembre | 13:30      | 61 141       |
| Liverpool              | 2 – 0      | Manchester City  | Anfield                   | 1 de diciembre | 16:00      | 60 248       |

| Jornada 14       | Jornada 14 | Jornada 14             | Jornada 14         | Jornada 14     | Jornada 14 | Jornada 14   |
| Local            | Resultado  | Visitante              | Estadio            | Fecha          | Hora       | Espectadores |
| ---------------- | ---------- | ---------------------- | ------------------ | -------------- | ---------- | ------------ |
| Ipswich Town     | 0 – 1      | Crystal Palace         | Portman Road       | 3 de diciembre | 19:30      | 29 533       |
| Leicester City   | 3 – 1      | West Ham United        | King Power Stadium | 3 de diciembre | 20:15      | 30 947       |
| Everton          | 4 – 0      | Wolverhampton          | Goodison Park      | 4 de diciembre | 19:30      | 38 820       |
| Manchester City  | 3 – 0      | Nottingham Forest      | Etihad Stadium     | 4 de diciembre | 19:30      | 51 764       |
| Newcastle United | 3 – 3      | Liverpool              | St James' Park     | 4 de diciembre | 19:30      | 52 237       |
| Southampton      | 1 – 5      | Chelsea                | St Mary's Stadium  | 4 de diciembre | 19:30      | 31 193       |
| Arsenal          | 2 – 0      | Manchester United      | Emirates Stadium   | 4 de diciembre | 20:15      | 60 256       |
| Aston Villa      | 3 – 1      | Brentford              | Villa Park         | 4 de diciembre | 20:15      | 37 890       |
| Fulham           | 3 – 1      | Brighton & Hove Albion | Craven Cottage     | 5 de diciembre | 19:30      | 26 368       |
| Bournemouth      | 1 – 0      | Tottenham Hotspur      | Vitality Stadium   | 5 de diciembre | 20:15      | 11 234       |

| Jornada 15        | Jornada 15 | Jornada 15             | Jornada 15                | Jornada 15     | Jornada 15 | Jornada 15   |
| Local             | Resultado  | Visitante              | Estadio                   | Fecha          | Hora       | Espectadores |
| ----------------- | ---------- | ---------------------- | ------------------------- | -------------- | ---------- | ------------ |
| Aston Villa       | 1 – 0      | Southampton            | Villa Park                | 7 de diciembre | 15:00      | 42 453       |
| Brentford         | 4 – 2      | Newcastle United       | Gtech Community Stadium   | 7 de diciembre | 15:00      | 17 078       |
| Crystal Palace    | 2 – 2      | Manchester City        | Selhurst Park             | 7 de diciembre | 15:00      | 25 142       |
| Manchester United | 2 – 3      | Nottingham Forest      | Old Trafford              | 7 de diciembre | 17:30      | 73 778       |
| Fulham            | 1 – 1      | Arsenal                | Craven Cottage            | 8 de diciembre | 14:00      | 26 954       |
| Ipswich Town      | 1 – 2      | Bournemouth            | Portman Road              | 8 de diciembre | 14:00      | 29 180       |
| Leicester City    | 2 – 2      | Brighton & Hove Albion | King Power Stadium        | 8 de diciembre | 14:00      | 31 647       |
| Tottenham Hotspur | 3 – 4      | Chelsea                | Tottenham Hotspur Stadium | 8 de diciembre | 16:30      | 61 184       |
| West Ham United   | 2 – 1      | Wolverhampton          | London Stadium            | 9 de diciembre | 20:00      | 62 435       |
| Everton           | 2 – 2      | Liverpool              | Goodison Park             | 12 de febrero  | 19:30      | 39 280       |

| Jornada 16             | Jornada 16 | Jornada 16        | Jornada 16        | Jornada 16      | Jornada 16 | Jornada 16   |
| Local                  | Resultado  | Visitante         | Estadio           | Fecha           | Hora       | Espectadores |
| ---------------------- | ---------- | ----------------- | ----------------- | --------------- | ---------- | ------------ |
| Arsenal                | 0 – 0      | Everton           | Emirates Stadium  | 14 de diciembre | 15:00      | 60 176       |
| Liverpool              | 2 – 2      | Fulham            | Anfield           | 14 de diciembre | 15:00      | 60 333       |
| Newcastle United       | 4 – 0      | Leicester City    | St James' Park    | 14 de diciembre | 15:00      | 52 235       |
| Wolverhampton          | 1 – 2      | Ipswich Town      | Molineux Stadium  | 14 de diciembre | 15:00      | 30 866       |
| Nottingham Forest      | 2 – 1      | Aston Villa       | City Ground       | 14 de diciembre | 17:30      | 30 117       |
| Brighton & Hove Albion | 1 – 3      | Crystal Palace    | Amex Stadium      | 15 de diciembre | 14:00      | 30 893       |
| Manchester City        | 1 – 2      | Manchester United | Etihad Stadium    | 15 de diciembre | 16:30      | 52 788       |
| Chelsea                | 2 – 1      | Brentford         | Stamford Bridge   | 15 de diciembre | 19:00      | 39 751       |
| Southampton            | 0 – 5      | Tottenham Hotspur | St Mary's Stadium | 15 de diciembre | 19:00      | 31 090       |
| Bournemouth            | 1 – 1      | West Ham United   | Vitality Stadium  | 16 de diciembre | 20:00      | 11 204       |

| Jornada 17        | Jornada 17 | Jornada 17             | Jornada 17                | Jornada 17      | Jornada 17 | Jornada 17   |
| Local             | Resultado  | Visitante              | Estadio                   | Fecha           | Hora       | Espectadores |
| ----------------- | ---------- | ---------------------- | ------------------------- | --------------- | ---------- | ------------ |
| Aston Villa       | 2 – 1      | Manchester City        | Villa Park                | 21 de diciembre | 12:30      | 42 345       |
| Brentford         | 0 – 2      | Nottingham Forest      | Gtech Community Stadium   | 21 de diciembre | 15:00      | 17 115       |
| Ipswich Town      | 0 – 4      | Newcastle United       | Portman Road              | 21 de diciembre | 15:00      | 29 774       |
| West Ham United   | 1 – 1      | Brighton & Hove Albion | London Stadium            | 21 de diciembre | 15:00      | 62 460       |
| Crystal Palace    | 1 – 5      | Arsenal                | Selhurst Park             | 21 de diciembre | 17:30      | 25 167       |
| Everton           | 0 – 0      | Chelsea                | Goodison Park             | 22 de diciembre | 14:00      | 39 358       |
| Manchester United | 0 – 3      | Bournemouth            | Old Trafford              | 22 de diciembre | 14:00      | 73 720       |
| Fulham            | 0 – 0      | Southampton            | Craven Cottage            | 22 de diciembre | 14:00      | 26 819       |
| Leicester City    | 0 – 3      | Wolverhampton          | King Power Stadium        | 22 de diciembre | 14:00      | 31 818       |
| Tottenham Hotspur | 3 – 6      | Liverpool              | Tottenham Hotspur Stadium | 22 de diciembre | 16:30      | 61 439       |

| Jornada 18             | Jornada 18 | Jornada 18        | Jornada 18        | Jornada 18      | Jornada 18 | Jornada 18   |
| Local                  | Resultado  | Visitante         | Estadio           | Fecha           | Hora       | Espectadores |
| ---------------------- | ---------- | ----------------- | ----------------- | --------------- | ---------- | ------------ |
| Manchester City        | 1 – 1      | Everton           | Etihad Stadium    | 26 de diciembre | 12:30      | 52 527       |
| Bournemouth            | 0 – 0      | Crystal Palace    | Vitality Stadium  | 26 de diciembre | 15:00      | 11 129       |
| Chelsea                | 1 – 2      | Fulham            | Stamford Bridge   | 26 de diciembre | 15:00      | 39 687       |
| Newcastle United       | 3 – 0      | Aston Villa       | St James' Park    | 26 de diciembre | 15:00      | 52 168       |
| Nottingham Forest      | 1 – 0      | Tottenham Hotspur | City Ground       | 26 de diciembre | 15:00      | 30 200       |
| Southampton            | 0 – 1      | West Ham United   | St Mary's Stadium | 26 de diciembre | 15:00      | 31 059       |
| Wolverhampton          | 2 – 0      | Manchester United | Molineux Stadium  | 26 de diciembre | 17:30      | 31 407       |
| Liverpool              | 3 – 1      | Leicester City    | Anfield           | 26 de diciembre | 20:00      | 60 300       |
| Brighton & Hove Albion | 0 – 0      | Brentford         | Amex Stadium      | 27 de diciembre | 19:30      | 31 548       |
| Arsenal                | 1 – 0      | Ipswich Town      | Emirates Stadium  | 27 de diciembre | 20:15      | 60 271       |

| Jornada 19        | Jornada 19 | Jornada 19             | Jornada 19                | Jornada 19      | Jornada 19 | Jornada 19   |
| Local             | Resultado  | Visitante              | Estadio                   | Fecha           | Hora       | Espectadores |
| ----------------- | ---------- | ---------------------- | ------------------------- | --------------- | ---------- | ------------ |
| Leicester City    | 0 – 2      | Manchester City        | King Power Stadium        | 29 de diciembre | 14:30      | 32 057       |
| Crystal Palace    | 2 – 1      | Southampton            | Selhurst Park             | 29 de diciembre | 15:00      | 25 130       |
| Everton           | 0 – 2      | Nottingham Forest      | Goodison Park             | 29 de diciembre | 15:00      | 27 301       |
| Fulham            | 2 – 2      | Bournemouth            | Craven Cottage            | 29 de diciembre | 15:00      | 39 352       |
| Tottenham Hotspur | 2 – 2      | Wolverhampton          | Tottenham Hotspur Stadium | 29 de diciembre | 15:00      | 61 284       |
| West Ham United   | 0 – 5      | Liverpool              | London Stadium            | 29 de diciembre | 17:15      | 62 476       |
| Aston Villa       | 2 – 2      | Brighton & Hove Albion | Villa Park                | 30 de diciembre | 19:45      | 41 414       |
| Ipswich Town      | 2 – 0      | Chelsea                | Portman Road              | 30 de diciembre | 19:45      | 29 968       |
| Manchester United | 0 – 2      | Newcastle United       | Old Trafford              | 30 de diciembre | 20:00      | 73 809       |
| Brentford         | 1 – 3      | Arsenal                | Gtech Community Stadium   | 1 de enero      | 17:30      | 17 190       |

### Segunda vuelta
| Jornada 20             | Jornada 20 | Jornada 20        | Jornada 20                | Jornada 20 | Jornada 20 | Jornada 20   |
| Local                  | Resultado  | Visitante         | Estadio                   | Fecha      | Hora       | Espectadores |
| ---------------------- | ---------- | ----------------- | ------------------------- | ---------- | ---------- | ------------ |
| Tottenham Hotspur      | 1 – 2      | Newcastle United  | Tottenham Hotspur Stadium | 4 de enero | 12:30      | 61 293       |
| Aston Villa            | 2 – 1      | Leicester City    | Villa Park                | 4 de enero | 15:00      | 42 386       |
| Bournemouth            | 1 – 0      | Everton           | Vitality Stadium          | 4 de enero | 15:00      | 11 223       |
| Crystal Palace         | 1 – 1      | Chelsea           | Selhurst Park             | 4 de enero | 15:00      | 25 179       |
| Manchester City        | 4 – 1      | West Ham United   | Etihad Stadium            | 4 de enero | 15:00      | 52 737       |
| Southampton            | 0 – 5      | Brentford         | St Mary's Stadium         | 4 de enero | 15:00      | 31 001       |
| Brighton & Hove Albion | 1 – 1      | Arsenal           | Amex Stadium              | 4 de enero | 17:30      | 31 714       |
| Fulham                 | 2 – 2      | Ipswich Town      | Craven Cottage            | 5 de enero | 14:00      | 27 042       |
| Liverpool              | 2 – 2      | Manchester United | Anfield                   | 5 de enero | 16:30      | 60 275       |
| Wolverhampton          | 0 – 3      | Nottingham Forest | Molineux Stadium          | 6 de enero | 20:00      | 29 940       |

| Jornada 21        | Jornada 21 | Jornada 21             | Jornada 21              | Jornada 21  | Jornada 21 | Jornada 21   |
| Local             | Resultado  | Visitante              | Estadio                 | Fecha       | Hora       | Espectadores |
| ----------------- | ---------- | ---------------------- | ----------------------- | ----------- | ---------- | ------------ |
| Chelsea           | 2 – 2      | Bournemouth            | Stamford Bridge         | 14 de enero | 19:30      | 39 092       |
| West Ham United   | 3 – 2      | Fulham                 | London Stadium          | 14 de enero | 19:30      | 62 456       |
| Brentford         | 2 – 2      | Manchester City        | Gtech Community Stadium | 14 de enero | 19:30      | 17 048       |
| Nottingham Forest | 1 – 1      | Liverpool              | City Ground             | 14 de enero | 20:00      | 30 249       |
| Everton           | 0 – 1      | Aston Villa            | Goodison Park           | 15 de enero | 19:30      | 39 085       |
| Leicester City    | 0 – 2      | Crystal Palace         | King Power Stadium      | 15 de enero | 19:30      | 29 766       |
| Newcastle United  | 3 – 0      | Wolverhampton          | St James' Park          | 15 de enero | 19:30      | 51 975       |
| Arsenal           | 2 – 1      | Tottenham Hotspur      | Emirates Stadium        | 15 de enero | 20:00      | 60 287       |
| Ipswich Town      | 0 – 2      | Brighton & Hove Albion | Portman Road            | 16 de enero | 19:30      | 29 403       |
| Manchester United | 3 – 1      | Southampton            | Old Trafford            | 16 de enero | 20:00      | 73 722       |

| Jornada 22        | Jornada 22 | Jornada 22             | Jornada 22              | Jornada 22  | Jornada 22 | Jornada 22   |
| Local             | Resultado  | Visitante              | Estadio                 | Fecha       | Hora       | Espectadores |
| ----------------- | ---------- | ---------------------- | ----------------------- | ----------- | ---------- | ------------ |
| Newcastle United  | 1 – 4      | Bournemouth            | St James' Park          | 18 de enero | 12:30      | 52 227       |
| Brentford         | 0 – 2      | Liverpool              | Gtech Community Stadium | 18 de enero | 15:00      | 17 215       |
| Leicester City    | 0 – 2      | Fulham                 | King Power Stadium      | 18 de enero | 15:00      | 31 500       |
| West Ham United   | 0 – 2      | Crystal Palace         | London Stadium          | 18 de enero | 15:00      | 62 469       |
| Arsenal           | 2 – 2      | Aston Villa            | Emirates Stadium        | 18 de enero | 17:30      | 60 067       |
| Everton           | 3 – 2      | Tottenham Hotspur      | Goodison Park           | 19 de enero | 14:00      | 39 326       |
| Manchester United | 1 – 3      | Brighton & Hove Albion | Old Trafford            | 19 de enero | 14:00      | 73 758       |
| Nottingham Forest | 3 – 2      | Southampton            | City Ground             | 19 de enero | 14:00      | 30 180       |
| Ipswich Town      | 0 – 6      | Manchester City        | Portman Road            | 19 de enero | 16:30      | 29 841       |
| Chelsea           | 3 – 1      | Wolverhampton          | Stamford Bridge         | 20 de enero | 20:00      | 39 221       |

| Jornada 23             | Jornada 23 | Jornada 23        | Jornada 23                | Jornada 23  | Jornada 23 | Jornada 23   |
| Local                  | Resultado  | Visitante         | Estadio                   | Fecha       | Hora       | Espectadores |
| ---------------------- | ---------- | ----------------- | ------------------------- | ----------- | ---------- | ------------ |
| Brighton & Hove Albion | 0 – 1      | Everton           | Amex Stadium              | 25 de enero | 15:00      | 31 567       |
| Bournemouth            | 5 – 0      | Nottingham Forest | Vitality Stadium          | 25 de enero | 15:00      | 11 228       |
| Wolverhampton          | 0 – 1      | Arsenal           | Molineux Stadium          | 25 de enero | 15:00      | 31 503       |
| Liverpool              | 4 – 1      | Ipswich Town      | Anfield                   | 25 de enero | 15:00      | 60 420       |
| Southampton            | 1 – 3      | Newcastle United  | St Mary's Stadium         | 25 de enero | 15:00      | 31 141       |
| Manchester City        | 3 – 1      | Chelsea           | Etihad Stadium            | 25 de enero | 17:30      | 52 793       |
| Crystal Palace         | 1 – 2      | Brentford         | Selhurst Park             | 26 de enero | 14:00      | 25 066       |
| Tottenham Hotspur      | 1 – 2      | Leicester City    | Tottenham Hotspur Stadium | 26 de enero | 14:00      | 61 295       |
| Aston Villa            | 1 – 1      | West Ham United   | Villa Park                | 26 de enero | 16:30      | 41 628       |
| Fulham                 | 0 – 1      | Manchester United | Craven Cottage            | 26 de enero | 19:00      | 27 288       |

| Jornada 24        | Jornada 24 | Jornada 24             | Jornada 24              | Jornada 24   | Jornada 24 | Jornada 24   |
| Local             | Resultado  | Visitante              | Estadio                 | Fecha        | Hora       | Espectadores |
| ----------------- | ---------- | ---------------------- | ----------------------- | ------------ | ---------- | ------------ |
| Nottingham Forest | 7 – 0      | Brighton & Hove Albion | City Ground             | 1 de febrero | 12:30      | 30 164       |
| Newcastle United  | 1 – 2      | Fulham                 | St James' Park          | 1 de febrero | 15:00      | 52 173       |
| Everton           | 4 – 0      | Leicester City         | Goodison Park           | 1 de febrero | 15:00      | 39 376       |
| Ipswich Town      | 1 – 2      | Southampton            | Portman Road            | 1 de febrero | 15:00      | 29 902       |
| Bournemouth       | 0 – 2      | Liverpool              | Vitality Stadium        | 1 de febrero | 15:00      | 11 239       |
| Wolverhampton     | 2 – 0      | Aston Villa            | Molineux Stadium        | 1 de febrero | 17:30      | 31 385       |
| Manchester United | 0 – 2      | Crystal Palace         | Old Trafford            | 2 de febrero | 14:00      | 73 751       |
| Brentford         | 0 – 2      | Tottenham Hotspur      | Gtech Community Stadium | 2 de febrero | 14:00      | 17 154       |
| Arsenal           | 5 – 1      | Manchester City        | Emirates Stadium        | 2 de febrero | 16:30      | 60 355       |
| Chelsea           | 2 – 1      | West Ham United        | Stamford Bridge         | 3 de febrero | 20:00      | 39 459       |

| Jornada 25             | Jornada 25 | Jornada 25        | Jornada 25                | Jornada 25    | Jornada 25 | Jornada 25   |
| Local                  | Resultado  | Visitante         | Estadio                   | Fecha         | Hora       | Espectadores |
| ---------------------- | ---------- | ----------------- | ------------------------- | ------------- | ---------- | ------------ |
| Brighton & Hove Albion | 3 – 0      | Chelsea           | Amex Stadium              | 14 de febrero | 20:00      | 31 503       |
| Leicester City         | 0 – 2      | Arsenal           | King Power Stadium        | 15 de febrero | 12:30      | 31 968       |
| West Ham United        | 0 – 1      | Brentford         | London Stadium            | 15 de febrero | 15:00      | 62 467       |
| Southampton            | 1 – 3      | Bournemouth       | St Mary's Stadium         | 15 de febrero | 15:00      | 31 037       |
| Aston Villa            | 1 – 1      | Ipswich Town      | Villa Park                | 15 de febrero | 15:00      | 42 510       |
| Manchester City        | 4 – 0      | Newcastle United  | Etihad Stadium            | 15 de febrero | 15:00      | 52 432       |
| Fulham                 | 2 – 1      | Nottingham Forest | Craven Cottage            | 15 de febrero | 15:00      | 27 164       |
| Crystal Palace         | 1 – 2      | Everton           | Selhurst Park             | 15 de febrero | 17:30      | 25 108       |
| Liverpool              | 2 – 1      | Wolverhampton     | Anfield                   | 16 de febrero | 14:00      | 60 401       |
| Tottenham Hotspur      | 1 – 0      | Manchester United | Tottenham Hotspur Stadium | 16 de febrero | 16:30      | 61 383       |

| Jornada 26       | Jornada 26 | Jornada 26             | Jornada 26         | Jornada 26    | Jornada 26 | Jornada 26   |
| Local            | Resultado  | Visitante              | Estadio            | Fecha         | Hora       | Espectadores |
| ---------------- | ---------- | ---------------------- | ------------------ | ------------- | ---------- | ------------ |
| Leicester City   | 0 – 4      | Brentford              | King Power Stadium | 21 de febrero | 20:00      | 31 077       |
| Everton          | 2 – 2      | Manchester United      | Goodison Park      | 22 de febrero | 12:30      | 39 290       |
| Bournemouth      | 0 – 1      | Wolverhampton          | Vitality Stadium   | 22 de febrero | 15:00      | 11 206       |
| Ipswich Town     | 1 – 4      | Tottenham Hotspur      | Portman Road       | 22 de febrero | 15:00      | 30 003       |
| Southampton      | 0 – 4      | Brighton & Hove Albion | St Mary's Stadium  | 22 de febrero | 15:00      | 30 775       |
| Arsenal          | 0 – 1      | West Ham United        | Emirates Stadium   | 22 de febrero | 15:00      | 60 262       |
| Fulham           | 0 – 2      | Crystal Palace         | Craven Cottage     | 22 de febrero | 15:00      | 26 777       |
| Aston Villa      | 2 – 1      | Chelsea                | Villa Park         | 22 de febrero | 17:30      | 42 423       |
| Newcastle United | 4 – 3      | Nottingham Forest      | St James' Park     | 23 de febrero | 14:00      | 52 223       |
| Manchester City  | 0 – 2      | Liverpool              | Etihad Stadium     | 23 de febrero | 16:30      | 52 803       |

| Jornada 27             | Jornada 27 | Jornada 27       | Jornada 27                | Jornada 27    | Jornada 27 | Jornada 27   |
| Local                  | Resultado  | Visitante        | Estadio                   | Fecha         | Hora       | Espectadores |
| ---------------------- | ---------- | ---------------- | ------------------------- | ------------- | ---------- | ------------ |
| Brighton & Hove Albion | 2 – 1      | Bournemouth      | Amex Stadium              | 25 de febrero | 19:30      | 31 138       |
| Crystal Palace         | 4 – 1      | Aston Villa      | Selhurst Park             | 25 de febrero | 19:30      | 24 712       |
| Wolverhampton          | 1 – 2      | Fulham           | Molineux Stadium          | 25 de febrero | 19:30      | 28 708       |
| Chelsea                | 4 – 0      | Southampton      | Stamford Bridge           | 25 de febrero | 20:15      | 39 485       |
| Brentford              | 1 – 1      | Everton          | Gtech Community Stadium   | 26 de febrero | 19:30      | 17 082       |
| Nottingham Forest      | 0 – 0      | Arsenal          | City Ground               | 26 de febrero | 19:30      | 30 200       |
| Manchester United      | 3 – 2      | Ipswich Town     | Old Trafford              | 26 de febrero | 19:30      | 73 827       |
| Tottenham Hotspur      | 0 – 1      | Manchester City  | Tottenham Hotspur Stadium | 26 de febrero | 19:30      | 60 820       |
| Liverpool              | 2 – 0      | Newcastle United | Anfield                   | 26 de febrero | 20:15      | 60 374       |
| West Ham United        | 2 – 0      | Leicester City   | London Stadium            | 27 de febrero | 20:00      | 62 455       |

| Jornada 28             | Jornada 28 | Jornada 28       | Jornada 28                | Jornada 28  | Jornada 28 | Jornada 28   |
| Local                  | Resultado  | Visitante        | Estadio                   | Fecha       | Hora       | Espectadores |
| ---------------------- | ---------- | ---------------- | ------------------------- | ----------- | ---------- | ------------ |
| Nottingham Forest      | 1 – 0      | Manchester City  | City Ground               | 8 de marzo  | 12:30      | 30 252       |
| Brighton & Hove Albion | 2 – 1      | Fulham           | Amex Stadium              | 8 de marzo  | 15:00      | 31 584       |
| Crystal Palace         | 1 – 0      | Ipswich Town     | Selhurst Park             | 8 de marzo  | 15:00      | 25 155       |
| Liverpool              | 3 – 1      | Southampton      | Anfield                   | 8 de marzo  | 15:00      | 60 399       |
| Brentford              | 0 – 1      | Aston Villa      | Gtech Community Stadium   | 8 de marzo  | 17:30      | 17 171       |
| Wolverhampton          | 1 – 1      | Everton          | Molineux Stadium          | 8 de marzo  | 20:00      | 30 738       |
| Chelsea                | 1 – 0      | Leicester City   | Stamford Bridge           | 9 de marzo  | 14:00      | 39 750       |
| Tottenham Hotspur      | 2 – 2      | Bournemouth      | Tottenham Hotspur Stadium | 9 de marzo  | 14:00      | 61 178       |
| Manchester United      | 1 – 1      | Arsenal          | Old Trafford              | 9 de marzo  | 16:30      | 73 812       |
| West Ham United        | 0 – 1      | Newcastle United | London Stadium            | 10 de marzo | 20:00      | 62 463       |

| Jornada 29       | Jornada 29 | Jornada 29             | Jornada 29         | Jornada 29    | Jornada 29 | Jornada 29   |
| Local            | Resultado  | Visitante              | Estadio            | Fecha         | Hora       | Espectadores |
| ---------------- | ---------- | ---------------------- | ------------------ | ------------- | ---------- | ------------ |
| Aston Villa      | 2 – 2      | Liverpool              | Villa Park         | 19 de febrero | 19:30      | 41 910       |
| Everton          | 1 – 1      | West Ham United        | Goodison Park      | 15 de marzo   | 15:00      | 39 343       |
| Ipswich Town     | 2 – 4      | Nottingham Forest      | Portman Road       | 15 de marzo   | 15:00      | 29 878       |
| Manchester City  | 2 – 2      | Brighton & Hove Albion | Etihad Stadium     | 15 de marzo   | 15:00      | 52 471       |
| Southampton      | 1 – 2      | Wolverhampton          | St Mary's Stadium  | 15 de marzo   | 15:00      | 30 950       |
| Bournemouth      | 1 – 2      | Brentford              | Vitality Stadium   | 15 de marzo   | 17:30      | 11 180       |
| Arsenal          | 1 – 0      | Chelsea                | Emirates Stadium   | 16 de marzo   | 13:30      | 60 311       |
| Fulham           | 2 – 0      | Tottenham Hotspur      | Craven Cottage     | 16 de marzo   | 13:30      | 27 182       |
| Leicester City   | 0 – 3      | Manchester United      | King Power Stadium | 16 de marzo   | 19:00      | 31 773       |
| Newcastle United | 5 – 0      | Crystal Palace         | St James' Park     | 16 de abril   | 19:30      | 52 197       |

| Jornada 30             | Jornada 30 | Jornada 30        | Jornada 30        | Jornada 30 | Jornada 30 | Jornada 30   |
| Local                  | Resultado  | Visitante         | Estadio           | Fecha      | Hora       | Espectadores |
| ---------------------- | ---------- | ----------------- | ----------------- | ---------- | ---------- | ------------ |
| Arsenal                | 2 – 1      | Fulham            | Emirates Stadium  | 1 de abril | 19:45      | 60 256       |
| Wolverhampton          | 1 – 0      | West Ham United   | Molineux Stadium  | 1 de abril | 19:45      | 30 537       |
| Nottingham Forest      | 1 – 0      | Manchester United | City Ground       | 1 de abril | 20:00      | 30 249       |
| Bournemouth            | 1 – 2      | Ipswich Town      | Vitality Stadium  | 2 de abril | 19:45      | 11 192       |
| Brighton & Hove Albion | 0 – 3      | Aston Villa       | Amex Stadium      | 2 de abril | 19:45      | 31 230       |
| Manchester City        | 2 – 0      | Leicester City    | Etihad Stadium    | 2 de abril | 19:45      | 51 983       |
| Newcastle United       | 2 – 1      | Brentford         | St James' Park    | 2 de abril | 19:45      | 52 021       |
| Southampton            | 1 – 1      | Crystal Palace    | St Mary's Stadium | 2 de abril | 19:45      | 29 366       |
| Liverpool              | 1 – 0      | Everton           | Anfield           | 2 de abril | 20:00      | 60 331       |
| Chelsea                | 1 – 0      | Tottenham Hotspur | Stamford Bridge   | 3 de abril | 20:00      | 39 852       |

| Jornada 31        | Jornada 31 | Jornada 31             | Jornada 31                | Jornada 31 | Jornada 31 | Jornada 31   |
| Local             | Resultado  | Visitante              | Estadio                   | Fecha      | Hora       | Espectadores |
| ----------------- | ---------- | ---------------------- | ------------------------- | ---------- | ---------- | ------------ |
| Everton           | 1 – 1      | Arsenal                | Goodison Park             | 5 de abril | 12:30      | 39 316       |
| Crystal Palace    | 2 – 1      | Brighton & Hove Albion | Selhurst Park             | 5 de abril | 15:00      | 24 564       |
| Ipswich Town      | 1 – 2      | Wolverhampton          | Portman Road              | 5 de abril | 15:00      | 29 549       |
| West Ham United   | 2 – 2      | Bournemouth            | London Stadium            | 5 de abril | 15:00      | 62 459       |
| Aston Villa       | 2 – 1      | Nottingham Forest      | Villa Park                | 5 de abril | 17:30      | 42 743       |
| Brentford         | 0 – 0      | Chelsea                | Gtech Community Stadium   | 6 de abril | 14:00      | 17 183       |
| Fulham            | 3 – 2      | Liverpool              | Craven Cottage            | 6 de abril | 14:00      | 27 770       |
| Tottenham Hotspur | 3 – 1      | Southampton            | Tottenham Hotspur Stadium | 6 de abril | 14:00      | 60 984       |
| Manchester United | 0 – 0      | Manchester City        | Old Trafford              | 6 de abril | 16:30      | 73 738       |
| Leicester City    | 0 – 3      | Newcastle United       | King Power Stadium        | 7 de abril | 20:00      | 30 403       |

| Jornada 32             | Jornada 32 | Jornada 32        | Jornada 32        | Jornada 32  | Jornada 32 | Jornada 32   |
| Local                  | Resultado  | Visitante         | Estadio           | Fecha       | Hora       | Espectadores |
| ---------------------- | ---------- | ----------------- | ----------------- | ----------- | ---------- | ------------ |
| Manchester City        | 5 – 2      | Crystal Palace    | Etihad Stadium    | 12 de abril | 12:30      | 52 489       |
| Brighton & Hove Albion | 2 – 2      | Leicester City    | Amex Stadium      | 12 de abril | 15:00      | 31 150       |
| Nottingham Forest      | 0 – 1      | Everton           | City Ground       | 12 de abril | 15:00      | 30 199       |
| Southampton            | 0 – 2      | Aston Villa       | St Mary's Stadium | 12 de abril | 15:00      | 30 673       |
| Arsenal                | 1 – 1      | Brentford         | Emirates Stadium  | 12 de abril | 17:30      | 60 184       |
| Chelsea                | 2 – 2      | Ipswich Town      | Stamford Bridge   | 13 de abril | 14:00      | 39 805       |
| Liverpool              | 2 – 1      | West Ham United   | Anfield           | 13 de abril | 14:00      | 60 376       |
| Wolverhampton          | 4 – 2      | Tottenham Hotspur | Molineux Stadium  | 13 de abril | 14:00      | 31 463       |
| Newcastle United       | 4 – 1      | Manchester United | St James' Park    | 13 de abril | 16:30      | 52 252       |
| Bournemouth            | 1 – 0      | Fulham            | Vitality Stadium  | 14 de abril | 20:00      | 11 195       |

| Jornada 33        | Jornada 33 | Jornada 33             | Jornada 33                | Jornada 33  | Jornada 33 | Jornada 33   |
| Local             | Resultado  | Visitante              | Estadio                   | Fecha       | Hora       | Espectadores |
| ----------------- | ---------- | ---------------------- | ------------------------- | ----------- | ---------- | ------------ |
| Brentford         | 4 – 2      | Brighton & Hove Albion | Gtech Community Stadium   | 19 de abril | 15:00      | 17 083       |
| West Ham United   | 1 – 1      | Southampton            | London Stadium            | 19 de abril | 15:00      | 62 461       |
| Everton           | 0 – 2      | Manchester City        | Goodison Park             | 19 de abril | 15:00      | 39 332       |
| Crystal Palace    | 0 – 0      | Bournemouth            | Selhurst Park             | 19 de abril | 15:00      | 25 185       |
| Aston Villa       | 4 – 1      | Newcastle United       | Villa Park                | 19 de abril | 17:30      | 42 618       |
| Ipswich Town      | 0 – 4      | Arsenal                | Portman Road              | 20 de abril | 14:00      | 29 549       |
| Manchester United | 0 – 1      | Wolverhampton          | Old Trafford              | 20 de abril | 14:00      | 73 819       |
| Fulham            | 1 – 2      | Chelsea                | Craven Cottage            | 20 de abril | 14:00      | 27 712       |
| Leicester City    | 0 – 1      | Liverpool              | King Power Stadium        | 20 de abril | 16:30      | 30 402       |
| Tottenham Hotspur | 1 – 2      | Nottingham Forest      | Tottenham Hotspur Stadium | 21 de abril | 20:00      | 59 314       |

| Jornada 34             | Jornada 34 | Jornada 34        | Jornada 34        | Jornada 34  | Jornada 34 | Jornada 34   |
| Local                  | Resultado  | Visitante         | Estadio           | Fecha       | Hora       | Espectadores |
| ---------------------- | ---------- | ----------------- | ----------------- | ----------- | ---------- | ------------ |
| Manchester City        | 2 – 1      | Aston Villa       | Etihad Stadium    | 22 de abril | 20:00      | 52 192       |
| Arsenal                | 2 – 2      | Crystal Palace    | Emirates Stadium  | 23 de abril | 20:00      | 60 167       |
| Chelsea                | 1 – 0      | Everton           | Stamford Bridge   | 26 de abril | 12:30      | 39 894       |
| Brighton & Hove Albion | 3 – 2      | West Ham United   | Amex Stadium      | 26 de abril | 15:00      | 31 499       |
| Newcastle United       | 3 – 0      | Ipswich Town      | St James' Park    | 26 de abril | 15:00      | 52 171       |
| Southampton            | 1 – 2      | Fulham            | St Mary's Stadium | 26 de abril | 15:00      | 28 496       |
| Wolverhampton          | 3 – 0      | Leicester City    | Molineux Stadium  | 26 de abril | 15:00      | 31 518       |
| Bournemouth            | 1 – 1      | Manchester United | Vitality Stadium  | 27 de abril | 14:00      | 11 241       |
| Liverpool (C)          | 5 – 1      | Tottenham Hotspur | Anfield           | 27 de abril | 16:30      | 60 415       |
| Nottingham Forest      | 0 – 2      | Brentford         | City Ground       | 1 de mayo   | 19:30      | 29 040       |

| Jornada 35             | Jornada 35 | Jornada 35        | Jornada 35              | Jornada 35 | Jornada 35 | Jornada 35   |
| Local                  | Resultado  | Visitante         | Estadio                 | Fecha      | Hora       | Espectadores |
| ---------------------- | ---------- | ----------------- | ----------------------- | ---------- | ---------- | ------------ |
| Manchester City        | 1 – 0      | Wolverhampton     | Etihad Stadium          | 2 de mayo  | 20:00      | 52 282       |
| Aston Villa            | 1 – 0      | Fulham            | Villa Park              | 3 de mayo  | 12:30      | 42 515       |
| Leicester City         | 2 – 0      | Southampton       | King Power Stadium      | 3 de mayo  | 15:00      | 31 240       |
| Everton                | 2 – 2      | Ipswich Town      | Goodison Park           | 3 de mayo  | 15:00      | 39 305       |
| Arsenal                | 1 – 2      | Bournemouth       | Emirates Stadium        | 3 de mayo  | 17:30      | 60 110       |
| Brighton & Hove Albion | 1 – 1      | Newcastle United  | Amex Stadium            | 4 de mayo  | 14:00      | 31 580       |
| West Ham United        | 1 – 1      | Tottenham Hotspur | London Stadium          | 4 de mayo  | 14:00      | 62 468       |
| Brentford              | 4 – 3      | Manchester United | Gtech Community Stadium | 4 de mayo  | 14:00      | 18 915       |
| Chelsea                | 3 – 1      | Liverpool         | Stamford Bridge         | 4 de mayo  | 16:30      | 39 829       |
| Crystal Palace         | 1 – 1      | Nottingham Forest | Selhurst Park           | 5 de mayo  | 20:00      | 25 096       |

| Jornada 36        | Jornada 36 | Jornada 36             | Jornada 36                | Jornada 36 | Jornada 36 | Jornada 36   |
| Local             | Resultado  | Visitante              | Estadio                   | Fecha      | Hora       | Espectadores |
| ----------------- | ---------- | ---------------------- | ------------------------- | ---------- | ---------- | ------------ |
| Southampton       | 0 – 0      | Manchester City        | St Mary's Stadium         | 10 de mayo | 15:00      | 30 937       |
| Fulham            | 1 – 3      | Everton                | Craven Cottage            | 10 de mayo | 15:00      | 27 653       |
| Wolverhampton     | 0 – 2      | Brighton & Hove Albion | Molineux Stadium          | 10 de mayo | 15:00      | 31 279       |
| Ipswich Town      | 0 – 1      | Brentford              | Portman Road              | 10 de mayo | 15:00      | 29 511       |
| Bournemouth       | 0 – 1      | Aston Villa            | Vitality Stadium          | 10 de mayo | 17:30      | 11 248       |
| Newcastle United  | 2 – 0      | Chelsea                | St James' Park            | 11 de mayo | 12:00      | 52 231       |
| Nottingham Forest | 2 – 2      | Leicester City         | City Ground               | 11 de mayo | 14:15      | 30 245       |
| Manchester United | 0 – 2      | West Ham United        | Old Trafford              | 11 de mayo | 14:15      | 73 804       |
| Tottenham Hotspur | 0 – 2      | Crystal Palace         | Tottenham Hotspur Stadium | 11 de mayo | 14:15      | 60 254       |
| Liverpool         | 2 – 2      | Arsenal                | Anfield                   | 11 de mayo | 16:30      | 60 324       |

| Jornada 37             | Jornada 37 | Jornada 37        | Jornada 37              | Jornada 37 | Jornada 37 | Jornada 37   |
| Local                  | Resultado  | Visitante         | Estadio                 | Fecha      | Hora       | Espectadores |
| ---------------------- | ---------- | ----------------- | ----------------------- | ---------- | ---------- | ------------ |
| Aston Villa            | 2 – 0      | Tottenham Hotspur | Villa Park              | 16 de mayo | 19:30      | 42 239       |
| Chelsea                | 1 – 0      | Manchester United | Stamford Bridge         | 16 de mayo | 20:15      | 39 849       |
| Everton                | 2 – 0      | Southampton       | Goodison Park           | 18 de mayo | 12:00      | 39 201       |
| West Ham United        | 1 – 2      | Nottingham Forest | London Stadium          | 18 de mayo | 14:15      | 62 466       |
| Brentford              | 2 – 3      | Fulham            | Gtech Community Stadium | 18 de mayo | 15:00      | 17 136       |
| Leicester City         | 2 – 0      | Ipswich Town      | King Power Stadium      | 18 de mayo | 15:00      | 31 986       |
| Arsenal                | 1 – 0      | Newcastle United  | Emirates Stadium        | 18 de mayo | 16:30      | 60 160       |
| Brighton & Hove Albion | 3 – 2      | Liverpool         | Amex Stadium            | 19 de mayo | 20:00      | 31 611       |
| Crystal Palace         | 4 – 2      | Wolverhampton     | Selhurst Park           | 20 de mayo | 20:00      | 24 766       |
| Manchester City        | 3 – 1      | Bournemouth       | Etihad Stadium          | 20 de mayo | 20:00      | 52 487       |

| Jornada 38        | Jornada 38 | Jornada 38             | Jornada 38                | Jornada 38 | Jornada 38 | Jornada 38   |
| Local             | Resultado  | Visitante              | Estadio                   | Fecha      | Hora       | Espectadores |
| ----------------- | ---------- | ---------------------- | ------------------------- | ---------- | ---------- | ------------ |
| Bournemouth       | 2 – 0      | Leicester City         | Vitality Stadium          | 25 de mayo | 15:00      | 11 238       |
| Fulham            | 0 – 2      | Manchester City        | Craven Cottage            | 25 de mayo | 15:00      | 27 671       |
| Ipswich Town      | 1 – 3      | West Ham United        | Portman Road              | 25 de mayo | 15:00      | 29 771       |
| Liverpool         | 1 – 1      | Crystal Palace         | Anfield                   | 25 de mayo | 15:00      | 60 382       |
| Manchester United | 2 – 0      | Aston Villa            | Old Trafford              | 25 de mayo | 15:00      | 73 839       |
| Newcastle United  | 0 – 1      | Everton                | St James' Park            | 25 de mayo | 15:00      | 52 221       |
| Nottingham Forest | 0 – 1      | Chelsea                | City Ground               | 25 de mayo | 15:00      | 30 263       |
| Southampton       | 1 – 2      | Arsenal                | St Mary's Stadium         | 25 de mayo | 15:00      | 31 289       |
| Tottenham Hotspur | 1 – 4      | Brighton & Hove Albion | Tottenham Hotspur Stadium | 25 de mayo | 15:00      | 61 449       |
| Wolverhampton     | 1 – 1      | Brentford              | Molineux Stadium          | 25 de mayo | 15:00      | 31 382       |

|                                                                                      |
| Bandera de Merseyside                                                                |
| Campeón Liverpool F. C. 20.° título de Primera División 2.° título de Premier League |

### Tabla de resultados cruzados
| Local \ Visitante      | ARS | AST | BOU | BRE | BHA | CHE | CRY | EVE | FUL | IPS | LEI | LIV | MCI | MUN | NEW | NFO | SOU | TOT | WHU | WOL |
| ---------------------- | --- | --- | --- | --- | --- | --- | --- | --- | --- | --- | --- | --- | --- | --- | --- | --- | --- | --- | --- | --- |
| Arsenal                | —   | 2–2 | 1–2 | 1–1 | 1–1 | 1–0 | 2–2 | 0–0 | 2–1 | 1–0 | 4–2 | 2–2 | 5–1 | 2–0 | 1–0 | 3–0 | 3–1 | 2–1 | 0–1 | 2–0 |
| Aston Villa            | 0–2 | —   | 1–1 | 3–1 | 2–2 | 2–1 | 2–2 | 3–2 | 1–0 | 1–1 | 2–1 | 2–2 | 2–1 | 0–0 | 4–1 | 2–1 | 1–0 | 2–0 | 1–1 | 3–1 |
| Bournemouth            | 2–0 | 0–1 | —   | 1–2 | 1–2 | 0–1 | 0–0 | 1–0 | 1–0 | 1–2 | 2–0 | 0–2 | 2–1 | 1–1 | 1–1 | 5–0 | 3–1 | 1–0 | 1–1 | 0–1 |
| Brentford              | 1–3 | 0–1 | 3–2 | —   | 4–2 | 0–0 | 2–1 | 1–1 | 2–3 | 4–3 | 4–1 | 0–2 | 2–2 | 4–3 | 4–2 | 0–2 | 3–1 | 0–2 | 1–1 | 5–3 |
| Brighton & Hove Albion | 1–1 | 0–3 | 2–1 | 0–0 | —   | 3–0 | 1–3 | 0–1 | 2–1 | 0–0 | 2–2 | 3–2 | 2–1 | 2–1 | 1–1 | 2–2 | 1–1 | 3–2 | 3–2 | 2–2 |
| Chelsea                | 1–1 | 3–0 | 2–2 | 2–1 | 4–2 | —   | 1–1 | 1–0 | 1–2 | 2–2 | 1–0 | 3–1 | 0–2 | 1–0 | 2–1 | 1–1 | 4–0 | 1–0 | 2–1 | 3–1 |
| Crystal Palace         | 1–5 | 4–1 | 0–0 | 1–2 | 2–1 | 1–1 | —   | 1–2 | 0–2 | 1–0 | 2–2 | 0–1 | 2–2 | 0–0 | 1–1 | 1–1 | 2–1 | 1–0 | 0–2 | 4–2 |
| Everton                | 1–1 | 0–1 | 2–3 | 0–0 | 0–3 | 0–0 | 2–1 | —   | 1–1 | 2–2 | 4–0 | 2–2 | 0–2 | 2–2 | 0–0 | 0–2 | 2–0 | 3–2 | 1–1 | 4–0 |
| Fulham                 | 1–1 | 1–3 | 2–2 | 2–1 | 3–1 | 1–2 | 0–2 | 1–3 | —   | 2–2 | 2–1 | 3–2 | 0–2 | 0–1 | 3–1 | 2–1 | 0–0 | 2–0 | 1–1 | 1–4 |
| Ipswich Town           | 0–4 | 2–2 | 1–2 | 0–1 | 0–2 | 2–0 | 0–1 | 0–2 | 1–1 | —   | 1–1 | 0–2 | 0–6 | 1–1 | 0–4 | 2–4 | 1–2 | 1–4 | 1–3 | 1–2 |
| Leicester City         | 0–2 | 1–2 | 1–0 | 0–4 | 2–2 | 1–2 | 0–2 | 1–1 | 0–2 | 2–0 | —   | 0–1 | 0–2 | 0–3 | 0–3 | 1–3 | 2–0 | 1–1 | 3–1 | 0–3 |
| Liverpool              | 2–2 | 2–0 | 3–0 | 2–0 | 2–1 | 2–1 | 1–1 | 1–0 | 2–2 | 4–1 | 3–1 | —   | 2–0 | 2–2 | 2–0 | 0–1 | 3–1 | 5–1 | 2–1 | 2–1 |
| Manchester City        | 2–2 | 2–1 | 3–1 | 2–1 | 2–2 | 3–1 | 5–2 | 1–1 | 3–2 | 4–1 | 2–0 | 0–2 | —   | 1–2 | 4–0 | 3–0 | 1–0 | 0–4 | 4–1 | 1–0 |
| Manchester United      | 1–1 | 2–0 | 0–3 | 2–1 | 1–3 | 1–1 | 0–2 | 4–0 | 1–0 | 3–2 | 3–0 | 0–3 | 0–0 | —   | 0–2 | 2–3 | 3–1 | 0–3 | 0–2 | 0–1 |
| Newcastle United       | 1–0 | 3–0 | 1–4 | 2–1 | 0–1 | 2–0 | 5–0 | 0–1 | 1–2 | 3–0 | 4–0 | 3–3 | 1–1 | 4–1 | —   | 4–3 | 1–0 | 2–1 | 0–2 | 3–0 |
| Nottingham Forest      | 0–0 | 2–1 | 1–1 | 0–2 | 7–0 | 0–1 | 1–0 | 0–1 | 0–1 | 1–0 | 2–2 | 1–1 | 1–0 | 1–0 | 1–3 | —   | 3–2 | 1–0 | 3–0 | 1–1 |
| Southampton            | 1–2 | 0–3 | 1–3 | 0–5 | 0–4 | 1–5 | 1–1 | 1–0 | 1–2 | 1–1 | 2–3 | 2–3 | 0–0 | 0–3 | 1–3 | 0–1 | —   | 0–5 | 0–1 | 1–2 |
| Tottenham Hotspur      | 0–1 | 4–1 | 2–2 | 3–1 | 1–4 | 3–4 | 0–2 | 4–0 | 1–1 | 1–2 | 1–2 | 3–6 | 0–1 | 1–0 | 1–2 | 1–2 | 3–1 | —   | 4–1 | 2–2 |
| West Ham United        | 2–5 | 1–2 | 2–2 | 0–1 | 1–1 | 0–3 | 0–2 | 0–0 | 3–2 | 4–1 | 2–0 | 0–5 | 1–3 | 2–1 | 0–1 | 1–2 | 1–1 | 1–1 | —   | 2–1 |
| Wolverhampton          | 0–1 | 2–0 | 2–4 | 1–1 | 0–2 | 2–6 | 2–2 | 1–1 | 1–2 | 1–2 | 3–0 | 1–2 | 1–2 | 2–0 | 1–2 | 0–3 | 2–0 | 4–2 | 1–0 | —   |

## Estadísticas

### Récords
- Primer gol de la temporada: Anotado por Joshua Zirkzee, en el Manchester United 1 – 0 Fulham (16 de agosto de 2024)
- Último gol de la temporada: Anotado por Diego Gómez Amarilla, en el Tottenham Hotspur 1 – 4 Brighton & Hove Albion (25 de mayo de 2025)
- Gol más rápido: Anotado a los 10 segundos por Abdoulaye Doucouré, en el Everton 4 – 0 Leicester City (1 de febrero de 2025)
- Gol más cercano al final del encuentro: Anotado a los 99 minutos y 28 segundos por Donyell Malen, en el Brighton & Hove Albion 0 – 3 Aston Villa (2 de abril de 2025)
- Mayor número de goles marcados en un partido: 9 goles, Tottenham Hotspur 3 – 6 Liverpool (22 de diciembre de 2024)
- Partido con más espectadores: 73 839, en el Manchester United 2 – 0 Aston Villa (25 de mayo de 2025)
- Partido con menos espectadores: 11 129 en el Bournemouth 0 – 0 Crystal Palace (26 de diciembre de 2024)
- Mayor victoria local: Nottingham Forest 7 – 0 Brighton & Hove Albion (1 de febrero de 2025)
- Mayor victoria visitante: Ipswich Town 0 – 6 Manchester City (19 de enero de 2025)

### Máximos goleadores
Datos actualizados a 25 de mayo de 2025.
| Pos. | Jugador        | Equipo            | Goles | Part. | Prom. |
| ---- | -------------- | ----------------- | ----- | ----- | ----- |
| 1    | Mohamed Salah  | Liverpool         | 29    | 38    | 0.76  |
| 2    | Alexander Isak | Newcastle United  | 23    | 34    | 0.68  |
| 3    | Erling Haaland | Manchester City   | 22    | 31    | 0.71  |
| 4    | Chris Wood     | Nottingham Forest | 20    | 36    | 0.56  |
| 5    | Bryan Mbeumo   | Brentford         | 20    | 38    | 0.53  |
| 6    | Yoane Wissa    | Brentford         | 19    | 35    | 0.54  |
| 7    | Ollie Watkins  | Aston Villa       | 16    | 38    | 0.42  |
| 8    | Matheus Cunha  | Wolverhampton     | 15    | 33    | 0.45  |
| 9    | Cole Palmer    | Chelsea           | 15    | 37    | 0.41  |

### Máximos asistentes
Datos actualizados a 25 de mayo de 2025.
| Pos. | Jugador          | Equipo            | Asistencias | Part. | Prom. |
| ---- | ---------------- | ----------------- | ----------- | ----- | ----- |
| 1    | Mohamed Salah    | Liverpool         | 18          | 38    | 0.47  |
| 2    | Jacob Murphy     | Newcastle United  | 12          | 35    | 0.34  |
| 3    | Anthony Elanga   | Nottingham Forest | 11          | 38    | 0.29  |
| 4    | Bukayo Saka      | Arsenal           | 10          | 25    | 0.4   |
| 5    | Bruno Fernandes  | Manchester United | 10          | 36    | 0.28  |
| 6    | Antonee Robinson | Fulham            | 10          | 36    | 0.28  |
| 7    | Morgan Rogers    | Aston Villa       | 10          | 37    | 0.27  |
| 8    | Mikkel Damsgaard | Brentford         | 10          | 38    | 0.26  |
| 9    | Son Heung-min    | Tottenham Hotspur | 9           | 30    | 0.3   |

### Portero con menos goles recibidos
Datos actualizados a 25 de mayo de 2025.
| Pos. | Jugador           | Equipo            | Goles recibidos | Part. | Coef. |
| ---- | ----------------- | ----------------- | --------------- | ----- | ----- |
| 1    | David Raya        | Arsenal           | 34              | 38    | 0.89  |
| 2    | Ederson           | Manchester City   | 26              | 26    | 1     |
| 3    | Alisson Becker    | Liverpool         | 29              | 28    | 1.04  |
| 4    | Robert Sánchez    | Chelsea           | 34              | 32    | 1.06  |
| 5    | Jordan Pickford   | Everton           | 44              | 38    | 1.16  |
| 6    | Matz Sels         | Nottingham Forest | 46              | 38    | 1.21  |
| 7    | Nick Pope         | Newcastle United  | 35              | 28    | 1.25  |
| 8    | Kepa Arrizabalaga | Bournemouth       | 39              | 31    | 1.26  |
| 9    | André Onana       | Manchester United | 44              | 34    | 1.29  |

### Anotaciones destacadas
Aquí se encuentra la lista de hat-tricks y póker de goles (en general, tres o más goles marcados por un jugador en un mismo encuentro) conseguidos en la temporada.
| Fecha      | Jugador         | Goles           | Local             | Resultado | Visitante              | Jornada    | Ref.   |
| ---------- | --------------- | --------------- | ----------------- | --------- | ---------------------- | ---------- | ------ |
| 24/08/2024 | Erling Haaland  | 12' 16' 88'     | Manchester City   | 4 – 1     | Ipswich Town           | Jornada 2  | [ 48 ] |
| 25/08/2024 | Noni Madueke    | 49' 58' 63'     | Wolverhampton     | 2 – 6     | Chelsea                | Jornada 2  | [ 49 ] |
| 31/08/2024 | Erling Haaland  | 10' 30' 83'     | West Ham United   | 1 – 3     | Manchester City        | Jornada 3  | [ 50 ] |
| 28/09/2024 | Cole Palmer     | 21' 28' 31' 41' | Chelsea           | 4 – 2     | Brighton & Hove Albion | Jornada 6  | [ 51 ] |
| 30/11/2024 | Kevin Schade    | 29' 45+8' 59'   | Brentford         | 4 – 1     | Leicester City         | Jornada 13 | [ 52 ] |
| 30/11/2024 | Justin Kluivert | 3' 18' 74'      | Wolverhampton     | 2 – 4     | Bournemouth            | Jornada 13 | [ 53 ] |
| 21/12/2024 | Alexander Isak  | 1' 45+2' 54'    | Ipswich Town      | 0 – 4     | Newcastle United       | Jornada 17 | [ 54 ] |
| 16/01/2025 | Amad Diallo     | 82' 90' 90+4'   | Manchester United | 3 – 1     | Southampton            | Jornada 21 | [ 55 ] |
| 18/01/2025 | Alexander Isak  | 6' 44' 90+2'    | Newcastle United  | 1 – 4     | Bournemouth            | Jornada 22 | [ 56 ] |
| 25/01/2025 | Dango Ouattara  | 55' 61' 87'     | Bournemouth       | 5 – 0     | Nottingham Forest      | Jornada 23 | [ 57 ] |
| 1/02/2025  | Chris Wood      | 32' 64' 69'     | Nottingham Forest | 7 – 0     | Brighton & Hove Albion | Jornada 24 | [ 58 ] |
| 15/02/2025 | Omar Marmoush   | 19' 24' 33'     | Manchester City   | 4 – 0     | Newcastle United       | Jornada 25 | [ 59 ] |

### Autogoles
| Fecha      | Jugador            | Minuto        | Local                  | Resultado | Visitante              | Jornada    | Ref.   |
| ---------- | ------------------ | ------------- | ---------------------- | --------- | ---------------------- | ---------- | ------ |
| 18/08/2024 | Ethan Pinnock      | 57' , 1 – 1   | Brentford              | 2 – 1     | Crystal Palace         | Jornada 1  | [ 60 ] |
| 31/08/2024 | Rúben Dias         | 19' , 1 – 1   | West Ham United        | 1 – 3     | Manchester City        | Jornada 3  | [ 61 ] |
| 01/09/2024 | Dan Burn           | 56' , 1 – 1   | Newcastle United       | 2 – 1     | Tottenham Hotspur      | Jornada 3  | [ 62 ] |
| 28/09/2024 | Wilfred Ndidi      | 90+4' , 3 – 2 | Arsenal                | 4 – 2     | Leicester City         | Jornada 6  | [ 63 ] |
| 19/10/2024 | Alphonse Areola    | 55' , 3 – 1   | Tottenham Hotspur      | 4 – 1     | West Ham United        | Jornada 8  | [ 64 ] |
| 19/10/2024 | Issa Diop          | 69' , 1 – 3   | Fulham                 | 1 – 3     | Aston Villa            | Jornada 8  | [ 65 ] |
| 10/11/2024 | Victor Kristiansen | 38' , 2 – 0   | Manchester United      | 3 – 0     | Leicester City         | Jornada 11 | [ 66 ] |
| 30/11/2024 | Marc Guéhi         | 53' , 0 – 1   | Crystal Palace         | 1 – 1     | Newcastle United       | Jornada 13 | [ 67 ] |
| 4/12/2024  | Craig Dawson       | 49' , 3 – 0   | Everton                | 4 – 0     | Wolverhampton          | Jornada 14 | [ 68 ] |
| 4/12/2024  | Craig Dawson       | 72' , 4 – 0   | Everton                | 4 – 0     | Wolverhampton          | Jornada 14 | [ 69 ] |
| 5/12/2024  | Matt O'Riley       | 79' , 2 – 1   | Fulham                 | 3 – 1     | Brighton & Hove Albion | Jornada 14 | [ 70 ] |
| 14/12/2024 | Matt Doherty       | 15' , 1 – 2   | Wolverhampton          | 1 – 2     | Ipswich Town           | Jornada 16 | [ 71 ] |
| 15/12/2024 | Marc Guéhi         | 87' , 1 – 3   | Brighton & Hove Albion | 1 – 3     | Crystal Palace         | Jornada 16 | [ 72 ] |
| 4/01/2025  | Vladimír Coufal    | 10' , 1 – 0   | Manchester City        | 4 – 1     | West Ham United        | Jornada 20 | [ 73 ] |
| 15/01/2025 | Dominic Solanke    | 40' , 1 – 1   | Arsenal                | 2 – 1     | Tottenham Hotspur      | Jornada 21 | [ 74 ] |
| 16/01/2025 | Manuel Ugarte      | 43' , 0 – 1   | Manchester United      | 3 – 1     | Southampton            | Jornada 21 | [ 75 ] |
| 19/01/2025 | Archie Gray        | 45+7' , 3 – 0 | Everton                | 3 – 2     | Tottenham Hotspur      | Jornada 22 | [ 76 ] |
| 1/02/2025  | Lewis Dunk         | 12' , 1 – 0   | Nottingham Forest      | 7 – 0     | Brighton & Hove Albion | Jornada 24 | [ 77 ] |
| 2/02/2025  | Vitaly Janelt      | 29' , 0 – 1   | Brentford              | 0 – 2     | Tottenham Hotspur      | Jornada 24 | [ 78 ] |
| 3/02/2025  | Aaron Wan-Bissaka  | 74' , 2 – 1   | Chelsea                | 2 – 1     | West Ham United        | Jornada 24 | [ 79 ] |
| 22/02/2025 | Joachim Andersen   | 37' , 0 – 1   | Fulham                 | 0 – 2     | Crystal Palace         | Jornada 26 | [ 80 ] |
| 26/02/2025 | Sam Morsy          | 22' , 1 – 1   | Manchester United      | 3 – 2     | Ipswich Town           | Jornada 27 | [ 81 ] |
| 27/02/2025 | Jannik Vestergaard | 43' , 2 – 0   | West Ham United        | 2 – 0     | Leicester City         | Jornada 27 | [ 82 ] |
| 15/03/2025 | Abduqodir Husanov  | 48' , 2 – 2   | Manchester City        | 2 – 2     | Brighton & Hove Albion | Jornada 29 | [ 83 ] |
| 15/03/2025 | Vitaly Janelt      | 17' , 1 – 0   | Bournemouth            | 1 – 2     | Brentford              | Jornada 29 | [ 84 ] |
| 13/04/2025 | Axel Tuanzebe      | 46' , 1 – 2   | Chelsea                | 2 – 2     | Ipswich Town           | Jornada 32 | [ 85 ] |
| 13/04/2025 | Andrew Robertson   | 86' , 1 – 1   | Liverpool              | 2 – 1     | West Ham United        | Jornada 32 | [ 86 ] |
| 13/04/2025 | Djed Spence        | 38' , 2 – 0   | Wolverhampton          | 4 – 2     | Tottenham Hotspur      | Jornada 32 | [ 87 ] |
| 19/04/2025 | Dan Burn           | 38' , 3 – 1   | Aston Villa            | 4 – 1     | Newcastle United       | Jornada 33 | [ 88 ] |
| 27/04/2025 | Destiny Udogie     | 69' , 5 – 1   | Liverpool              | 5 – 1     | Tottenham Hotspur      | Jornada 34 | [ 89 ] |
| 4/05/2025  | Luke Shaw          | 27' , 1 – 1   | Brentford              | 4 – 3     | Manchester United      | Jornada 35 | [ 90 ] |
| 4/05/2025  | Jarell Quansah     | 56' , 2 – 0   | Chelsea                | 3 – 1     | Liverpool              | Jornada 35 | [ 91 ] |

## Premios

### Premios mensuales
| Mes        | Jugador del mes     | Jugador del mes   | Entrenador del mes  | Entrenador del mes     | Gol del mes     | Gol del mes            | Atajada del mes   | Atajada del mes   | Ref.                            |
| Mes        | Jugador             | Equipo            | Técnico             | Equipo                 | Jugador         | Equipo                 | Jugador           | Equipo            | Ref.                            |
| ---------- | ------------------- | ----------------- | ------------------- | ---------------------- | --------------- | ---------------------- | ----------------- | ----------------- | ------------------------------- |
| Agosto     | Erling Haaland      | Manchester City   | Fabian Hürzeler     | Brighton & Hove Albion | Cole Palmer     | Chelsea                | David Raya        | Arsenal           | [ 92 ] [ 93 ] [ 94 ] [ 95 ]     |
| Septiembre | Cole Palmer         | Chelsea           | Enzo Maresca        | Chelsea                | Jhon Durán      | Aston Villa            | André Onana       | Manchester United | [ 96 ] [ 97 ] [ 98 ] [ 99 ]     |
| Octubre    | Chris Wood          | Nottingham Forest | Nuno Espírito Santo | Nottingham Forest      | Nicolas Jackson | Chelsea                | Robert Sánchez    | Chelsea           | [ 100 ] [ 101 ] [ 102 ] [ 103 ] |
| Noviembre  | Mohamed Salah       | Liverpool         | Arne Slot           | Liverpool              | Harry Wilson    | Fulham                 | André Onana       | Manchester United | [ 104 ] [ 105 ] [ 106 ] [ 107 ] |
| Diciembre  | Alexander Isak      | Newcastle United  | Nuno Espírito Santo | Nottingham Forest      | Alexander Isak  | Newcastle United       | Emiliano Martínez | Aston Villa       | [ 108 ] [ 109 ] [ 110 ]         |
| Enero      | Justin Kluivert     | Bournemouth       | Andoni Iraola       | Bournemouth            | David Brooks    | Bournemouth            | Martin Dúbravka   | Newcastle United  | [ 111 ] [ 112 ] [ 113 ] [ 114 ] |
| Febrero    | Mohamed Salah       | Liverpool         | David Moyes         | Everton                | Kaoru Mitoma    | Brighton & Hove Albion | Kepa Arrizabalaga | Bournemouth       | [ 115 ] [ 116 ] [ 117 ] [ 118 ] |
| Marzo      | Bruno Fernandes     | Manchester United | Nuno Espírito Santo | Nottingham Forest      | Jens Cajuste    | Ipswich Town           | David Raya        | Arsenal           | [ 119 ] [ 120 ] [ 121 ] [ 122 ] |
| Abril      | Alexis Mac Allister | Liverpool         | Vítor Pereira       | Wolverhampton          | Carlos Baleba   | Brighton & Hove Albion | Guglielmo Vicario | Tottenham Hotspur | [ 123 ] [ 124 ] [ 125 ] [ 126 ] |

### Premios de la temporada
| Entrenador de la temporada | Entrenador de la temporada | Jugador de la temporada | Jugador de la temporada | Gol de la temporada | Gol de la temporada | Jugador juvenil de la temporada | Jugador juvenil de la temporada | FWA Footballer of the Year | FWA Footballer of the Year | Ref.                                    |
| Técnico                    | Equipo                     | Jugador                 | Equipo                  | Jugador             | Equipo              | Jugador                         | Equipo                          | Jugador                    | Equipo                     | Ref.                                    |
| -------------------------- | -------------------------- | ----------------------- | ----------------------- | ------------------- | ------------------- | ------------------------------- | ------------------------------- | -------------------------- | -------------------------- | --------------------------------------- |
| Arne Slot                  | Liverpool                  | Mohamed Salah           | Liverpool               | Omar Marmoush       | Manchester City     | Ryan Gravenberch                | Liverpool                       | Mohamed Salah              | Liverpool                  | [ 127 ] [ 128 ] [ 129 ] [ 130 ] [ 131 ] |

## Fichajes

### Fichajes más caros del mercado de verano
| Jugador            | Club de destino        | Club de origen      | Precio (€) | Ref.    |
| ------------------ | ---------------------- | ------------------- | ---------- | ------- |
| Dominic Solanke    | Tottenham Hotspur      | Bournemouth         | 64.300.000 | [ 132 ] |
| Leny Yoro          | Manchester United      | Lille               | 62.000.000 | [ 133 ] |
| Pedro Neto         | Chelsea                | Wolverhampton       | 60.000.000 | [ 134 ] |
| Amadou Onana       | Aston Villa            | Everton             | 59.350.000 | [ 135 ] |
| João Félix         | Chelsea                | Atlético de Madrid  | 52.000.000 | [ 136 ] |
| Manuel Ugarte      | Manchester United      | Paris Saint-Germain | 50.000.000 | [ 137 ] |
| Max Kilman         | West Ham United        | Wolverhampton       | 47.500.000 | [ 138 ] |
| Georginio Rutter   | Brighton & Hove Albion | Leeds United        | 46.700.000 | [ 139 ] |
| Matthijs de Ligt   | Manchester United      | Bayern Múnich       | 45.000.000 | [ 140 ] |
| Riccardo Calafiori | Arsenal                | Bologna             | 45.000.000 | [ 141 ] |

| Fuentes: |

### Fichajes más caros del mercado de invierno
| Jugador           | Destino                | Origen              | Precio (€) | Ref.    |
| Omar Marmoush     | Manchester City        | Eintracht Fráncfort | 60.000.000 | [ 142 ] |
| Nicolás González  | Manchester city        | Oporto              | 60.000.000 | [ 143 ] |
| Abduqodir Husanov | Manchester City        | Lens                | 40.000.000 | [ 144 ] |
| Vitor Reis        | Manchester City        | Palmeiras           | 37.000.000 | [ 145 ] |
| Patrick Dorgu     | Manchester United      | Lecce               | 30.000.000 | [ 146 ] |
| Stefanos Tzimas   | Brighton Hove & Albion | Nurnberg            | 25.000.000 | [ 147 ] |
| Donyell Malen     | Aston Villa            | Borussia Dortmund   | 25.000.000 | [ 148 ] |
| Jaden Philogene   | Ipswich Town           | Aston Villa         | 23.700.000 | [ 149 ] |
| Emmanuel Agbadou  | Wolverhampton          | Stade de Reims      | 20.000.000 | [ 150 ] |
| Antonín Kinský    | Tottenham Hotspur      | Slavia Praga        | 16.500.000 | [ 151 ] |
| ----------------- | ---------------------- | ------------------- | ---------- | ------- |

| Fuentes: |